# 栗原市

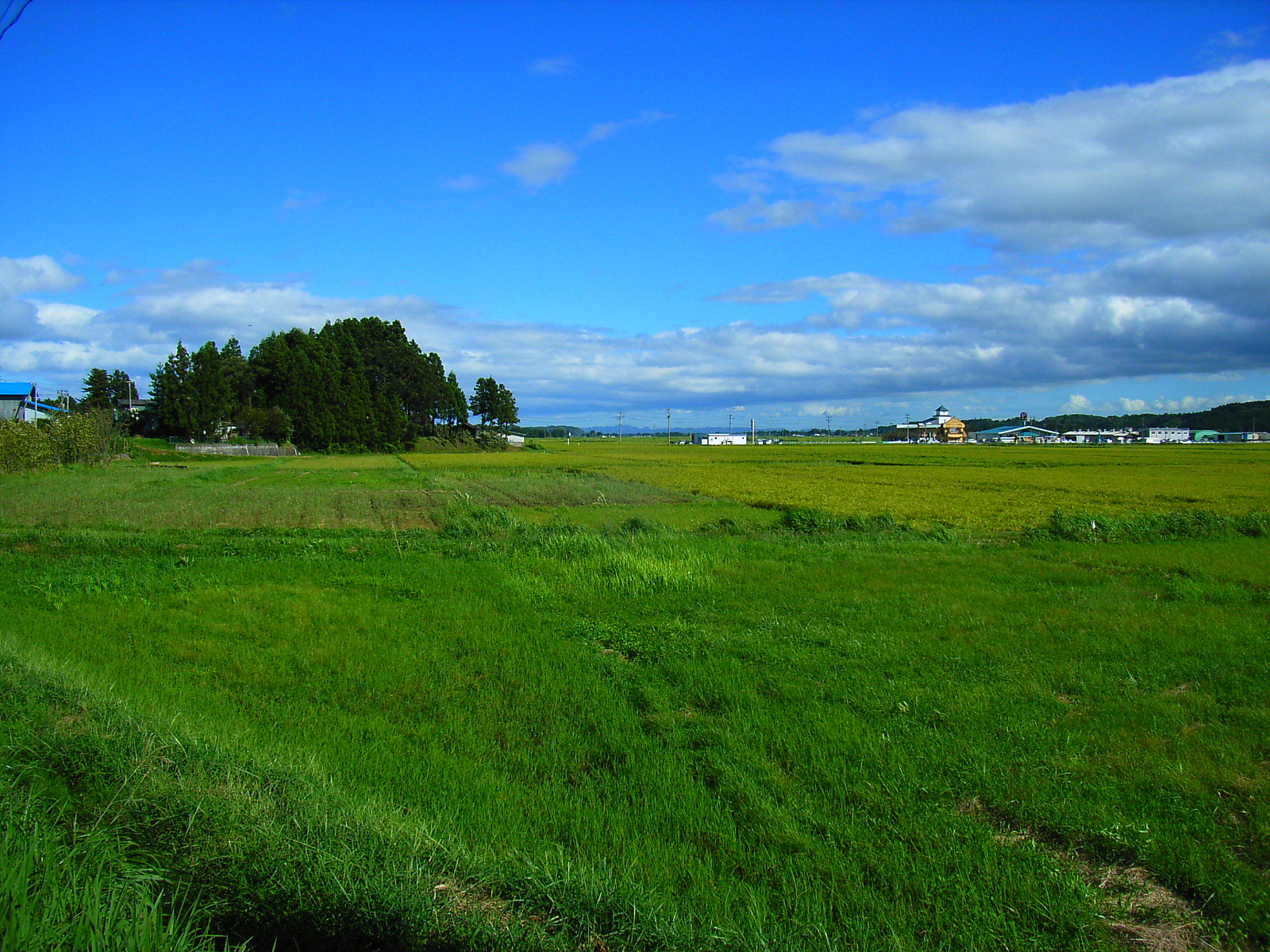
栗駒地区は稲屋敷に広がる水田地帯
2005年9月撮影。

栗原市（くりはらし）は、宮城県北西部に位置する市。市全域で栗駒山麓ジオパークをなす。

## 地理
宮城県の北西部にある。北部は岩手県、北西部は秋田県と境界を接する。最高地点は奥羽山脈に属する市域北西端に位置する標高1,627.4mの栗駒山である。市域は、奥羽山脈から流れ下る迫川・二迫川・三迫川および、旧迫川の支流の流域におさまる。北西部は山地。中部・南東部では河川沿いの低地と丘陵線が東西に伸びて入り混じる。低地部分のほとんどは水田として利用されている。
宮城県は県内を7つの地域に区分しており、栗原市は単独で「栗原地域」、あるいは「広域栗原圏」となっている。
栗原市は成立した2005年（平成17年）4月1日をもって、宮城県最大の面積を持つ地方自治体となった。栗駒山を含む栗駒山地は栗駒国定公園に指定されている（cf.）。伊豆沼と内沼はラムサール条約の日本の登録湿地である （cf.）。
市内には合併前の町村を単位とする市街地が点在する。そのうち栗原市役所が設けられているのは築館である、その他、市民のため、各総合支所が設置されている。なお、ほぼ市内中心部には東北新幹線のくりこま高原駅がある。その他にも瀬峰から金成には東北本線が通り、市内には東北自動車道築館インターチェンジ・若柳金成インターチェンジの二つのインターチェンジさらに志波姫PA・金成PAを有している。また東北自動車道の築館インターチェンジ・若柳金成インターチェンジ経由で、仙台市と結ばれる高速バスが栗原市役所以遠で市内各方面【一迫・金成・若柳など】に分かれ運行されている。国道4号線が南北に走り大崎市古川〜栗原市内〜一関市を結び、国道398号線が東西に走り、栗原市（若柳〜花山湖を通り）〜秋田県湯沢市とつながっている。さらに登米市との道路網も整備され、栗原全域が交通の要衝の地である。

### 気象
2005年の合併成立により市域が広域となったため、気象庁による気象予報では旧一迫町・旧鶯沢町・旧栗駒町・旧花山村の西部栗原と、旧築館町・旧若柳町・旧高清水町・旧瀬峰町・旧金成町・旧志波姫町は隣接する登米市とともに登米・東部栗原に区分されている、さらに西部栗原は宮城県西部に、登米・東部栗原は宮城県東部に区分されている。 また、気象庁の地震に関する速報や情報で用いられる区域では、大崎市・登米市と共に宮城県北部に区分されている。。
旧瀬峰町を除く全域で豪雪地帯に指定されている。
アメダスは2ヶ所置かれており、太平洋側の築館と日本海側の駒ノ湯で気候に差が出る。
築館
- 最高気温極値 37.3℃（1994年8月14日）
- 最低気温極値 -18.3℃（2012年2月3日）[9]

寒暖の差が大きく気温の年較差、日較差が大きい顕著な大陸性気候である。近年でも2012年2月3日に-18.3℃、2018年1月27日に-17.0℃、2021年1月3日に-16.5℃、2021年1月9日に-15.2℃などの-15℃を下回る気温を観測しており、寒さが厳しい。
駒ノ湯
- 最高気温極値 33.3℃（1994年8月14日）
- 最低気温極値 -15.5℃（2021年1月9日）

駒ノ湯はケッペンの気候区分で西岸海洋性気候(Cfb)に属しているが、1月の平均気温が-2.9℃となっており、亜寒帯湿潤気候(Dfb)に非常に近い。
| 築館（栗原）アメダス(1991-2020)の気候 | 築館（栗原）アメダス(1991-2020)の気候 | 築館（栗原）アメダス(1991-2020)の気候 | 築館（栗原）アメダス(1991-2020)の気候 | 築館（栗原）アメダス(1991-2020)の気候 | 築館（栗原）アメダス(1991-2020)の気候 | 築館（栗原）アメダス(1991-2020)の気候 | 築館（栗原）アメダス(1991-2020)の気候 | 築館（栗原）アメダス(1991-2020)の気候 | 築館（栗原）アメダス(1991-2020)の気候 | 築館（栗原）アメダス(1991-2020)の気候 | 築館（栗原）アメダス(1991-2020)の気候 | 築館（栗原）アメダス(1991-2020)の気候 | 築館（栗原）アメダス(1991-2020)の気候 |
| 月                                    | 1月                                   | 2月                                   | 3月                                   | 4月                                   | 5月                                   | 6月                                   | 7月                                   | 8月                                   | 9月                                   | 10月                                  | 11月                                  | 12月                                  | 年                                    |
| ------------------------------------- | ------------------------------------- | ------------------------------------- | ------------------------------------- | ------------------------------------- | ------------------------------------- | ------------------------------------- | ------------------------------------- | ------------------------------------- | ------------------------------------- | ------------------------------------- | ------------------------------------- | ------------------------------------- | ------------------------------------- |
| 最高気温記録 °C （°F）                | 15.0 (59)                             | 18.7 (65.7)                           | 22.9 (73.2)                           | 29.5 (85.1)                           | 33.5 (92.3)                           | 33.7 (92.7)                           | 36.6 (97.9)                           | 37.3 (99.1)                           | 34.7 (94.5)                           | 30.0 (86)                             | 23.9 (75)                             | 19.8 (67.6)                           | 37.3 (99.1)                           |
| 平均最高気温 °C （°F）                | 4.1 (39.4)                            | 5.2 (41.4)                            | 9.3 (48.7)                            | 15.6 (60.1)                           | 20.9 (69.6)                           | 24.0 (75.2)                           | 27.1 (80.8)                           | 28.6 (83.5)                           | 24.9 (76.8)                           | 19.3 (66.7)                           | 13.0 (55.4)                           | 6.7 (44.1)                            | 16.6 (61.9)                           |
| 日平均気温 °C （°F）                  | −0.3 (31.5)                           | 0.4 (32.7)                            | 3.7 (38.7)                            | 9.2 (48.6)                            | 14.9 (58.8)                           | 18.9 (66)                             | 22.4 (72.3)                           | 23.6 (74.5)                           | 19.8 (67.6)                           | 13.6 (56.5)                           | 7.2 (45)                              | 2.0 (35.6)                            | 11.3 (52.3)                           |
| 平均最低気温 °C （°F）                | −4.7 (23.5)                           | −4.4 (24.1)                           | −1.8 (28.8)                           | 2.9 (37.2)                            | 9.4 (48.9)                            | 14.6 (58.3)                           | 18.8 (65.8)                           | 19.8 (67.6)                           | 15.5 (59.9)                           | 8.3 (46.9)                            | 1.9 (35.4)                            | −2.4 (27.7)                           | 6.5 (43.7)                            |
| 最低気温記録 °C （°F）                | −17.0 (1.4)                           | −18.3 (−0.9)                          | −12.5 (9.5)                           | −6.6 (20.1)                           | 0.7 (33.3)                            | 5.6 (42.1)                            | 6.2 (43.2)                            | 11.2 (52.2)                           | 3.8 (38.8)                            | −2.7 (27.1)                           | −6.0 (21.2)                           | −14.9 (5.2)                           | −18.3 (−0.9)                          |
| 降水量 mm （inch）                    | 42.1 (1.657)                          | 35.1 (1.382)                          | 73.0 (2.874)                          | 87.3 (3.437)                          | 111.9 (4.406)                         | 134.2 (5.283)                         | 185.4 (7.299)                         | 151.6 (5.969)                         | 166.3 (6.547)                         | 131.2 (5.165)                         | 62.9 (2.476)                          | 49.8 (1.961)                          | 1,230.8 (48.457)                      |
| 平均降水日数 （≥1.0 mm）              | 8.0                                   | 7.2                                   | 9.2                                   | 9.3                                   | 9.8                                   | 10.5                                  | 13.9                                  | 11.7                                  | 11.7                                  | 9.4                                   | 8.6                                   | 9.0                                   | 118.1                                 |
| 平均月間日照時間                      | 138.7                                 | 144.2                                 | 171.6                                 | 186.3                                 | 184.9                                 | 141.2                                 | 115.9                                 | 129.9                                 | 122.4                                 | 139.4                                 | 138.5                                 | 122.1                                 | 1,734.9                               |
| 出典：気象庁                          |                                       |                                       |                                       |                                       |                                       |                                       |                                       |                                       |                                       |                                       |                                       |                                       |                                       |

| 駒ノ湯（栗原）アメダス(1991-2020)の気候 | 駒ノ湯（栗原）アメダス(1991-2020)の気候 | 駒ノ湯（栗原）アメダス(1991-2020)の気候 | 駒ノ湯（栗原）アメダス(1991-2020)の気候 | 駒ノ湯（栗原）アメダス(1991-2020)の気候 | 駒ノ湯（栗原）アメダス(1991-2020)の気候 | 駒ノ湯（栗原）アメダス(1991-2020)の気候 | 駒ノ湯（栗原）アメダス(1991-2020)の気候 | 駒ノ湯（栗原）アメダス(1991-2020)の気候 | 駒ノ湯（栗原）アメダス(1991-2020)の気候 | 駒ノ湯（栗原）アメダス(1991-2020)の気候 | 駒ノ湯（栗原）アメダス(1991-2020)の気候 | 駒ノ湯（栗原）アメダス(1991-2020)の気候 | 駒ノ湯（栗原）アメダス(1991-2020)の気候 |
| 月                                      | 1月                                     | 2月                                     | 3月                                     | 4月                                     | 5月                                     | 6月                                     | 7月                                     | 8月                                     | 9月                                     | 10月                                    | 11月                                    | 12月                                    | 年                                      |
| --------------------------------------- | --------------------------------------- | --------------------------------------- | --------------------------------------- | --------------------------------------- | --------------------------------------- | --------------------------------------- | --------------------------------------- | --------------------------------------- | --------------------------------------- | --------------------------------------- | --------------------------------------- | --------------------------------------- | --------------------------------------- |
| 最高気温記録 °C （°F）                  | 11.3 (52.3)                             | 14.3 (57.7)                             | 17.4 (63.3)                             | 28.2 (82.8)                             | 30.6 (87.1)                             | 30.8 (87.4)                             | 32.1 (89.8)                             | 33.3 (91.9)                             | 31.3 (88.3)                             | 26.7 (80.1)                             | 20.9 (69.6)                             | 15.7 (60.3)                             | 33.3 (91.9)                             |
| 平均最高気温 °C （°F）                  | 0.1 (32.2)                              | 0.8 (33.4)                              | 4.5 (40.1)                              | 11.4 (52.5)                             | 17.3 (63.1)                             | 20.4 (68.7)                             | 23.7 (74.7)                             | 24.9 (76.8)                             | 21.1 (70)                               | 15.6 (60.1)                             | 9.4 (48.9)                              | 3.0 (37.4)                              | 12.7 (54.9)                             |
| 日平均気温 °C （°F）                    | −2.9 (26.8)                             | −2.4 (27.7)                             | 0.6 (33.1)                              | 6.3 (43.3)                              | 12.0 (53.6)                             | 15.9 (60.6)                             | 19.7 (67.5)                             | 20.7 (69.3)                             | 17.0 (62.6)                             | 11.2 (52.2)                             | 5.2 (41.4)                              | −0.2 (31.6)                             | 8.6 (47.5)                              |
| 平均最低気温 °C （°F）                  | −6.3 (20.7)                             | −6.2 (20.8)                             | −3.4 (25.9)                             | 1.3 (34.3)                              | 6.8 (44.2)                              | 11.6 (52.9)                             | 16.2 (61.2)                             | 17.2 (63)                               | 13.3 (55.9)                             | 6.8 (44.2)                              | 0.8 (33.4)                              | −3.6 (25.5)                             | 4.6 (40.3)                              |
| 最低気温記録 °C （°F）                  | −15.5 (4.1)                             | −14.1 (6.6)                             | −12.7 (9.1)                             | −7.9 (17.8)                             | −1.2 (29.8)                             | 1.7 (35.1)                              | 6.3 (43.3)                              | 8.7 (47.7)                              | 1.0 (33.8)                              | −1.7 (28.9)                             | −7.2 (19)                               | −13.6 (7.5)                             | −15.5 (4.1)                             |
| 降水量 mm （inch）                      | 126.8 (4.992)                           | 96.8 (3.811)                            | 125.8 (4.953)                           | 135.7 (5.343)                           | 164.8 (6.488)                           | 228.2 (8.984)                           | 263.5 (10.374)                          | 253.9 (9.996)                           | 261.6 (10.299)                          | 187.0 (7.362)                           | 137.4 (5.409)                           | 152.9 (6.02)                            | 2,124.9 (83.657)                        |
| 降雪量 cm （inch）                      | 268 (105.5)                             | 207 (81.5)                              | 169 (66.5)                              | 37 (14.6)                               | 0 (0)                                   | 0 (0)                                   | 0 (0)                                   | 0 (0)                                   | 0 (0)                                   | 0 (0)                                   | 36 (14.2)                               | 208 (81.9)                              | 924 (363.8)                             |
| 平均降水日数 （≥1.0 mm）                | 19.8                                    | 16.9                                    | 15.9                                    | 13.4                                    | 12.5                                    | 13.8                                    | 16.7                                    | 16.4                                    | 15.5                                    | 13.4                                    | 15.4                                    | 19.0                                    | 188.3                                   |
| 平均月間日照時間                        | 82.0                                    | 88.7                                    | 128.9                                   | 168.1                                   | 178.3                                   | 127.4                                   | 100.6                                   | 111.3                                   | 100.2                                   | 122.9                                   | 113.5                                   | 80.3                                    | 1,401                                   |
| 出典：気象庁                            |                                         |                                         |                                         |                                         |                                         |                                         |                                         |                                         |                                         |                                         |                                         |                                         |                                         |

### 自然地形など
- 山岳：栗駒山
- 河川：一迫川（いちはさまかわ）、二迫川（にはさまかわ）、三迫川（さんはさまかわ）
- 湖沼：伊豆沼、内沼、昭和湖（栗駒山の火口湖）
- ダム：花山ダム（一迫川）、荒砥沢ダム（二迫川）、栗駒ダム（三迫川）

### 隣接する自治体
cf.　岩手県の市町村全図 ：≪外部リンク≫ “県内各市町村”. （公式ウェブサイト）.   岩手県. 2021年11月28日閲覧。
cf.　秋田県の市町村全図 ：≪外部リンク≫ “秋田県 地図”. 都道府県地図（ウェブサイト）.  Mapion. 2011年5月22日閲覧。
cf.　宮城県の市町村全図 ：≪外部リンク≫ “宮城県地域マップ”.   宮城県. 2021年11月28日閲覧。
- 岩手県
  - 一関市 ：東部から北部にかけて幅広く隣接。
- 秋田県
  - 雄勝郡 東成瀬村 ：北西部のごく狭い地域で隣接。
  - 湯沢市 ：北西部で隣接。
- 同県内（宮城県内）
  - 大崎市 ：西部から南東部にかけて幅広く隣接。
  - 登米市 ：東部から南東部にかけて隣接。

## 歴史

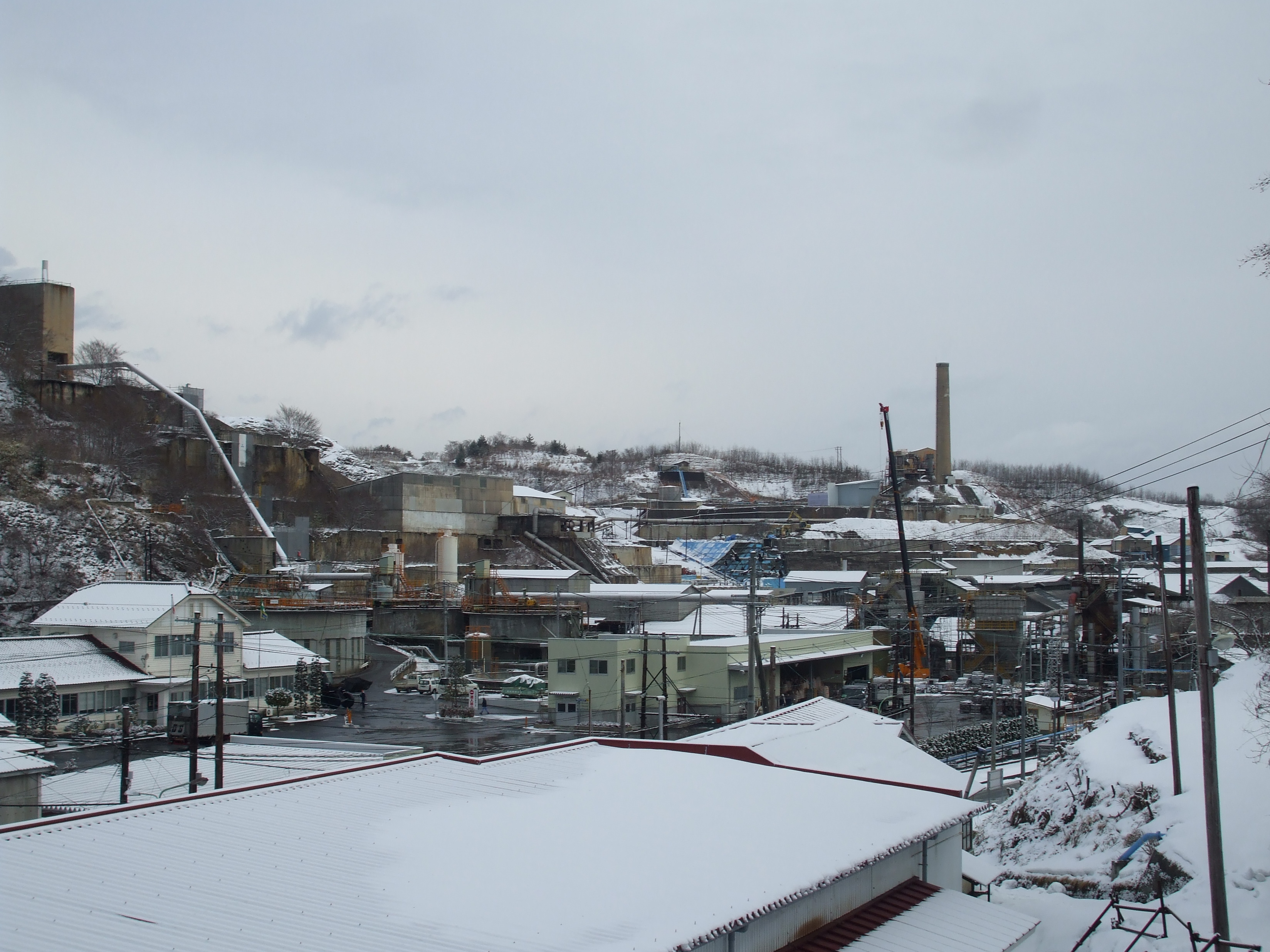
旧細倉鉱山の光景。

### 年表

#### 近世以前
- 縄文時代晩期 - 弥生時代中期：山王囲遺跡に見られる集落の形成期。
- 神亀元年（724年）：白山神社（在・築館地区）が建立されたと伝えられる[12]。
- 神護景雲3年2月（769年3月）：ヤマト王権が蝦夷征討の布石として城柵の一つ・伊治城（これはりじょう）を陸奥国伊治郡内（のちの栗原郡城生野村、現・宮城県栗原市築館城生野［つきだてじょうの］と推定される）に築き、坂東の民を移住させる。
- 宝亀11年3月22日（780年5月1日）：宝亀の乱（伊治呰麻呂の乱）が勃発（元・夷俘で陸奥国伊治郡[注釈 1] の大領を務める伊治呰麻呂が伊治城でヤマト王権に反旗を翻し、夷俘軍を率いて按察使 (日本)・紀広純らを殺害。伊治城は焼失する）。
- 延暦15年（796年）：何度も再建が繰り返された伊治城の、最後の記述あり。
- 9世紀：細倉鉱山が発見されたとの伝承が残る。
- 平安時代末期：寒湯（温湯温泉の前身）が開湯される。
- 天文年間（1532年 - 1555年）：この頃、大崎氏の居城として高清水城が築かれたと伝えられる。
- 16世紀後半：細倉鉱山が発見されたとの文献が残る。
- 江戸時代初期：奥州街道の延長路として松前道が整備され、後世の栗原市にあたる地域の宿場としては高清水宿（現・高清水町地区内）・築館宿（現・築館地区内）・宮野宿（現・築館下宮野）・沢辺宿（現・金成沢辺）・金成宿（現・金成中町ほか）・有壁宿（ありかべしゅく、現・金成有壁）が成立する。cf. 国道4号#歴史。

#### 近代以降
- 1895年（明治28年）：細倉鉱山が鉛の生産量において日本一となる。
- 1918年（大正7年）12月15日：栗原軌道（のちの栗原鉄道、栗原電鉄。くりはら田園鉄道の前身）が設立される。
- 1921年（大正10年）12月20日：栗原軌道線（くりはら田園鉄道線の前身）の石越- 沢辺間が開業。
- 1934年（昭和9年）：三菱鉱業が細倉鉱山の経営権を獲得し、本格的開発に乗り出す。
- 1941年（昭和16年）12月3日：栗原軌道が「栗原鉄道」に改称。
- 1944年（昭和19年）11月20日：栗駒山が小規模な水蒸気爆発による噴火を起こし、昭和湖が形成される。
- 1947年（昭和22年）8月7日：昭和天皇の戦後巡幸があり築館小学校、新山公園などに行幸。それぞれ地域で奉迎を行う[13]。
- 1955年（昭和30年）：正藍染（最古の藍染め技術）の伝承者である千葉あやのが、文部省（現・文部科学省）により、重要無形文化財保持者（人間国宝）に認定される。
- 1959年（昭和34年）9月27日：伊勢湾台風
- 1967年（昭和42年）：伊豆沼と内沼が水鳥の生息地としての評価から、国の天然記念物に「伊豆沼・内沼の鳥類及びその生息地」名義で指定される。
- 1968年（昭和43年）7月22日：栗駒山を中心とした、岩手県・秋田県・宮城県・山形県にまたがる大規模な山岳地帯が、栗駒国定公園に指定される[5]。
- 1969年（昭和44年）2月25日：栗原鉄道が「栗原電鉄」に改称。
- 1971年（昭和46年）9月9日：山王囲遺跡が国の史跡に指定される。
- 1982年（昭和57年）：伊豆沼の広範な地域が、水鳥の集団渡来地としての評価から、国設鳥獣保護区（現・国指定鳥獣保護区）に「伊豆沼鳥獣保護区」名義で設定（指定）される。
- 1985年（昭和60年）2月11日：志波姫町（現・栗原市志波姫地区）が東京都の五日市町（現・あきる野市五日市）と友好姉妹都市盟約を締結。
- 1985年（昭和60年）3月：高清水町桂葉（現・栗原市高清水桂葉）の湧水が名水百選（昭和の名水百選。環境庁［現・環境省］）の一つに「桂葉清水」名義で選定される。
- 1985年（昭和60年）9月13日：伊豆沼と内沼が共にラムサール条約に登録される（cf. 日本の登録湿地）。
- 1987年（昭和62年）2月：1970年代以降、経営困難となっていた細倉鉱山が、閉山する。
- 1991年（平成3年）：当時の築館町教育委員会等が伊治城址の発掘調査を開始（翌年まで）。
- 1993年（平成5年）12月15日：栗原電鉄（くりはら田園鉄道の前身）が第三セクターとなる。
- 1995年（平成7年）4月1日：栗原電鉄が「くりはら田園鉄道」に改称。電化を廃止し、ワンマン運転を開始する。
- 1996年（平成8年）：伊豆沼と内沼に形成されている、水鳥のいる音環境が、「日本の音風景100選」（環境庁［現・環境省］）の「鳥」部門に「伊豆沼・内沼のマガン」名義で選定される。
- 1999年（平成11年）7月16日：栗駒町松倉西山（現・栗原市栗駒松倉西山）にある棚田が「日本の棚田百選」（農林水産省）の一つに選定される。
- 2005年（平成17年）4月1日：旧栗原郡10町村が合併し栗原市が誕生[14]。
- 2005年（平成17年）9月15日：市章を制定[4][15]。
- 2006年（平成18年）2月10日：志波姫町（現・栗原市志波姫地区）とあきる野市との友好姉妹都市盟約を栗原市が引き継ぎ、栗原市とあきる野市が友好姉妹都市の盟約を締結。
- 2007年（平成19年）3月31日：くりはら田園鉄道が全線廃止される。
- 2007年（平成19年）4月1日：くりはら田園鉄道全廃後の栗原市が、県にバス代行事業を委託し、ミヤコーバスによる路線バス事業が市内で始まる。
- 2007年（平成19年）11月30日：明治以降の日本の近代化に、鉛・亜鉛等の非鉄金属の生産を通して貢献した細倉鉱山関連遺産が、遺構の良好な保存状況も併せて評価され、近代化産業遺産群33（経済産業省）に「東北鉱山」の一つとして認定される[16]。
- 2008年（平成20年）6月14日午前8時43分：栗原市近隣を震央とするマグニチュード7.2の岩手・宮城内陸地震が発生し、甚大な被害を受ける。栗原市一迫では最大震度6強を観測した。
- 2009年（平成21年）4月6日：北朝鮮のミサイル実験により、東北地方上空をミサイルが通過する。
- 2011年（平成23年）3月11日午後2時46分：三陸沖を震源とするマグニチュード9.0の東北地方太平洋沖地震が発生し、栗原市は震度7〜震度5強（築館地区で7、若柳・高清水・一迫・志波姫の4地区で6強、栗駒・瀬峰・金成の3地区で6弱、鶯沢・花山の2地区で5強[17]）の激しい揺れに襲われ、被災した[18]。
  - 5月22日：この時点で確認された（3月11日の本震による）被害は、重傷者6人・軽傷者544人、避難者0人、住家全壊42棟・大規模半壊10棟・半壊118棟、公共施設の全壊0棟・大規模半壊0棟[17]。
- 2011年（平成23年）9月21日：台風15号により、築館太田地区にて水田が決壊。土砂が民家に押し寄せ小屋1棟が倒壊、2トントラックが埋まる等の被害が出た。
- 2012年（平成24年）2月2日：大雪により、駒の湯地区で108cmの積雪。
- 2014年（平成26年）10月16日：栗原市栗駒総合運動公園で第19回宮城県シニアスポーツ大会が開催された。
- 2015年（平成27年）9月4日：市全域が栗駒山麓ジオパークとして認定される[19]。

### 行政区域の変遷（市町村制施行以後）
- 2005年（平成17年）4月1日：栗原郡全10町村（築館町、若柳町、栗駒町、高清水町、一迫町、瀬峰町、鶯沢町、金成町、志波姫町、花山村）が合併した上で市制を施行し、栗原市が成立する[4]。

## 行政
合併後の選挙で市長が選出されるまでは佐藤覚次郎（前・一迫町長）が市長職務執行者を務めた。旧町村の各役場はそれぞれ総合支所として機能する。ただし、旧築館町役場は、栗原市役所と築館総合支所が併設されていたが、2010年（平成22年）1月に築館総合支所が移転し、栗原市役所本庁舎となった。旧金成町役場には栗原市役所金成庁舎と金成総合支所が併設される。

### 歴代市長
| 歴代 | 氏名       | 就任年月日               | 退任年月日                | 備考                              |
| ---- | ---------- | ------------------------ | ------------------------- | --------------------------------- |
| －   | 佐藤覚次郎 | 2005年（平成17年）4月1日 | 2005年（平成17年）4月30日 | 市長職務執行者（前・一迫町長）    |
| 1    | 佐藤勇     | 2005年（平成17年）5月1日 | 2017年（平成29年）4月30日 | 2期目在任中、東日本大震災が発生。 |
| 2    | 千葉健司   | 2017年（平成29年）5月1日 | 2021年（令和3年）4月30日  | 元栗原市議                        |
| 3    | 佐藤智     | 2021年（令和3年）5月1日  | 現職                      |                                   |

### 姉妹都市・友好都市
- あきる野市（東京都）

本市出身の千葉卓三郎が五日市憲法の起草者であることによる。1985年（昭和60年）2月11日、志波姫町（現・栗原市志波姫地区）と東京都の五日市町（現・あきる野市五日市）が友好姉妹都市の盟約を締結。1995年（平成7年）9月1日に五日市町が秋川市と合併してあきる野市となったのを受けて、志波姫町は1996年（平成8年）1月28日に改めてあきる野市と友好姉妹都市盟約を締結した。その後、2005年（平成17年）4月1日に志波姫町を含む栗原郡10町村が合併して栗原市が誕生したことから、栗原市とあきる野市は2006年（平成18年）2月10日、友好姉妹都市の盟約を締結した。
- 南投市（南投県）

東日本大震災で被災した本市と同様、1999年に発生した921大地震で被災したことによる。2015年（平成27年）7月より相互交流を始める。2020年（令和2年）11月23日に姉妹都市提携を締結した。

### 総合支所
栗原市では総合支所方式を採用し、10ヶ所の総合支所を設けている。
- 築館総合支所：築館伊豆二丁目6番1号
- 若柳総合支所：若柳字川南戸ノ西4番地
- 栗駒総合支所：栗原市栗駒岩ケ崎円鏡寺後155番地
- 高清水総合支所：高清水中町39番地
- 一迫総合支所：一迫真坂字清水田河前5番地

- 瀬峰総合支所：瀬峰長者原37番地2
- 鶯沢総合支所：鶯沢南郷辻前74番地1
- 金成総合支所：金成沢辺町沖200番地 金成庁舎 1階
- 志波姫総合支所：志波姫沼崎南沖452番地
- 花山総合支所：花山字本沢北ノ前77番地

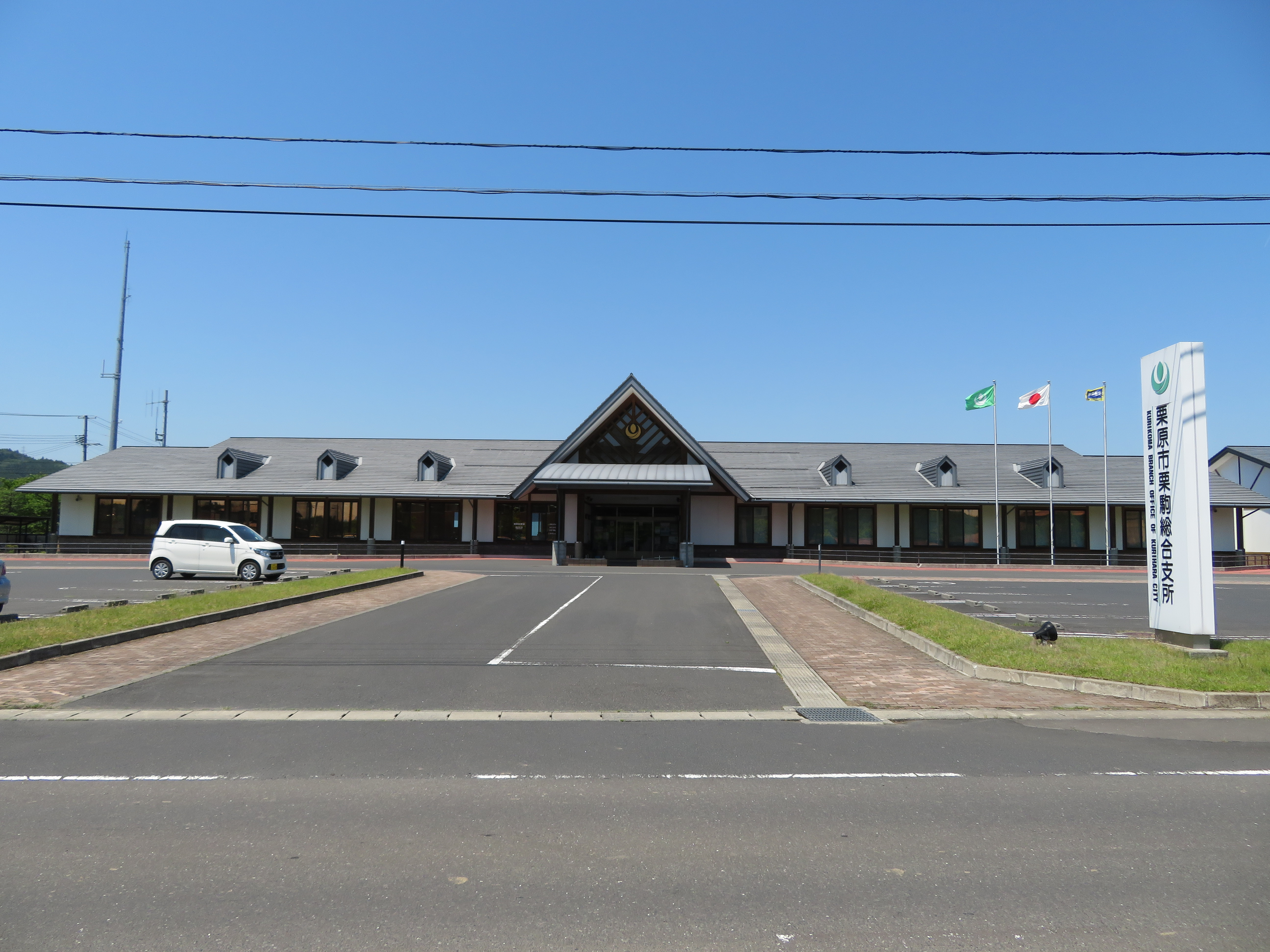
栗駒総合支所
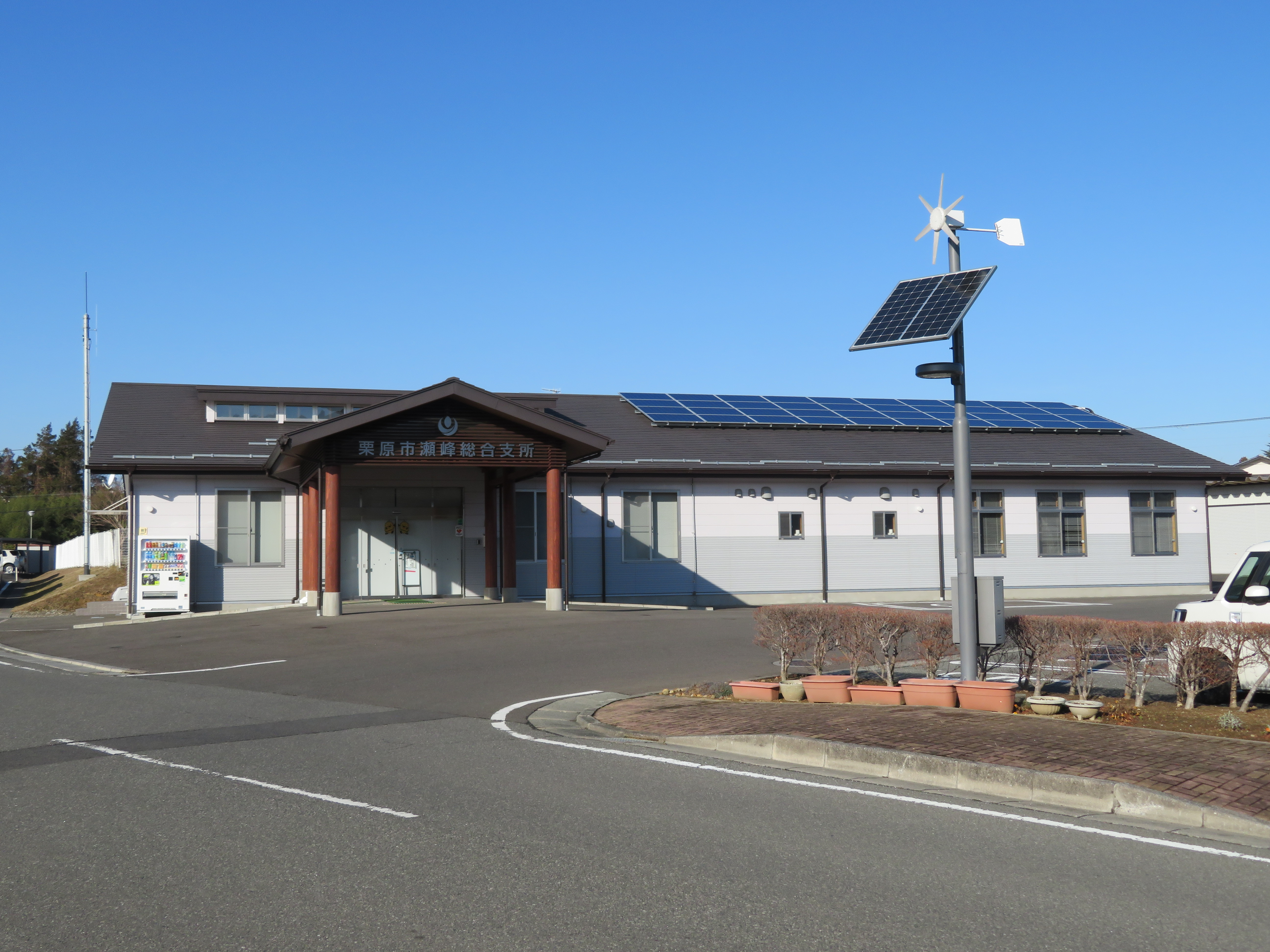
瀬峰総合支所
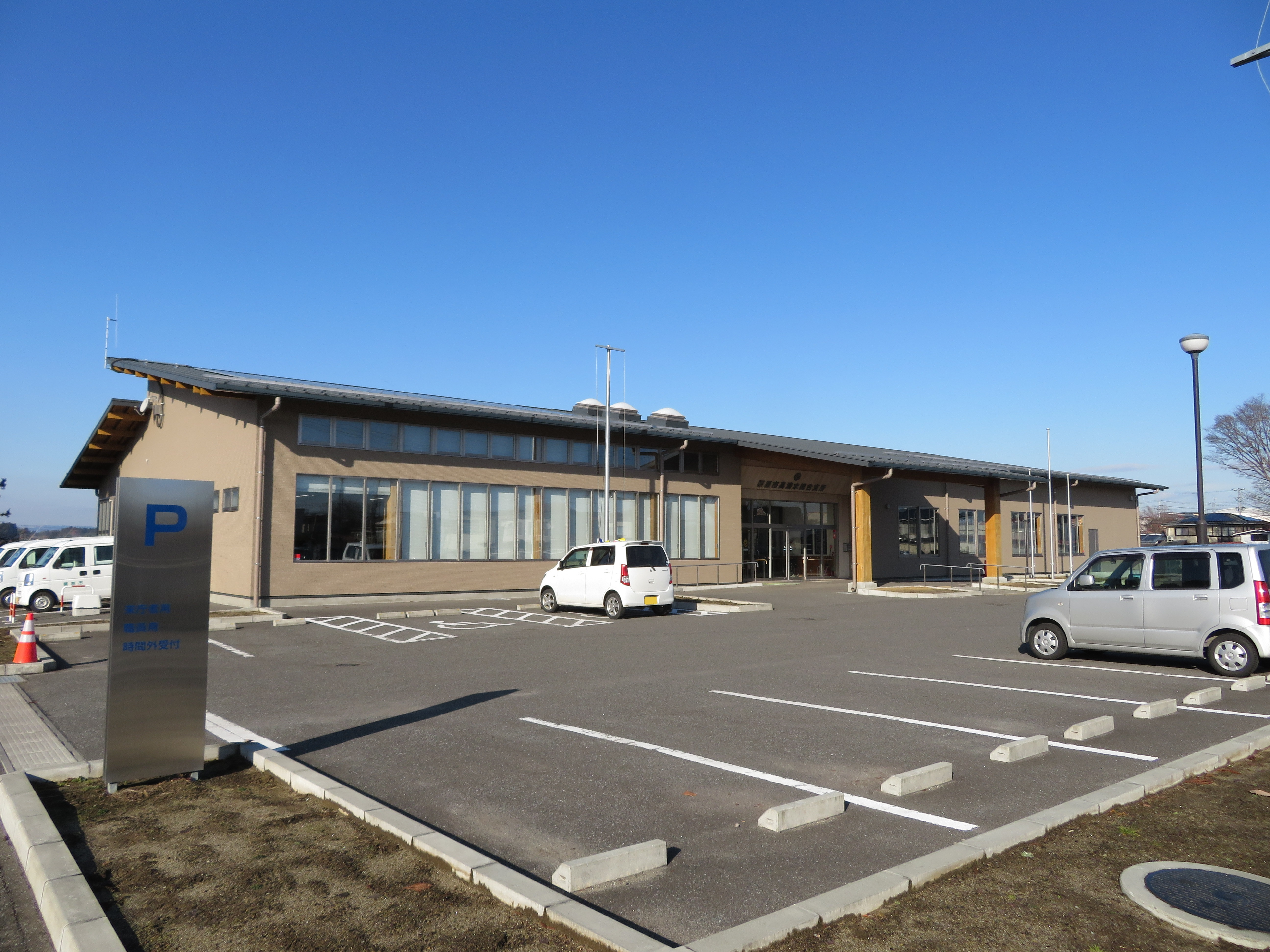
高清水総合支所
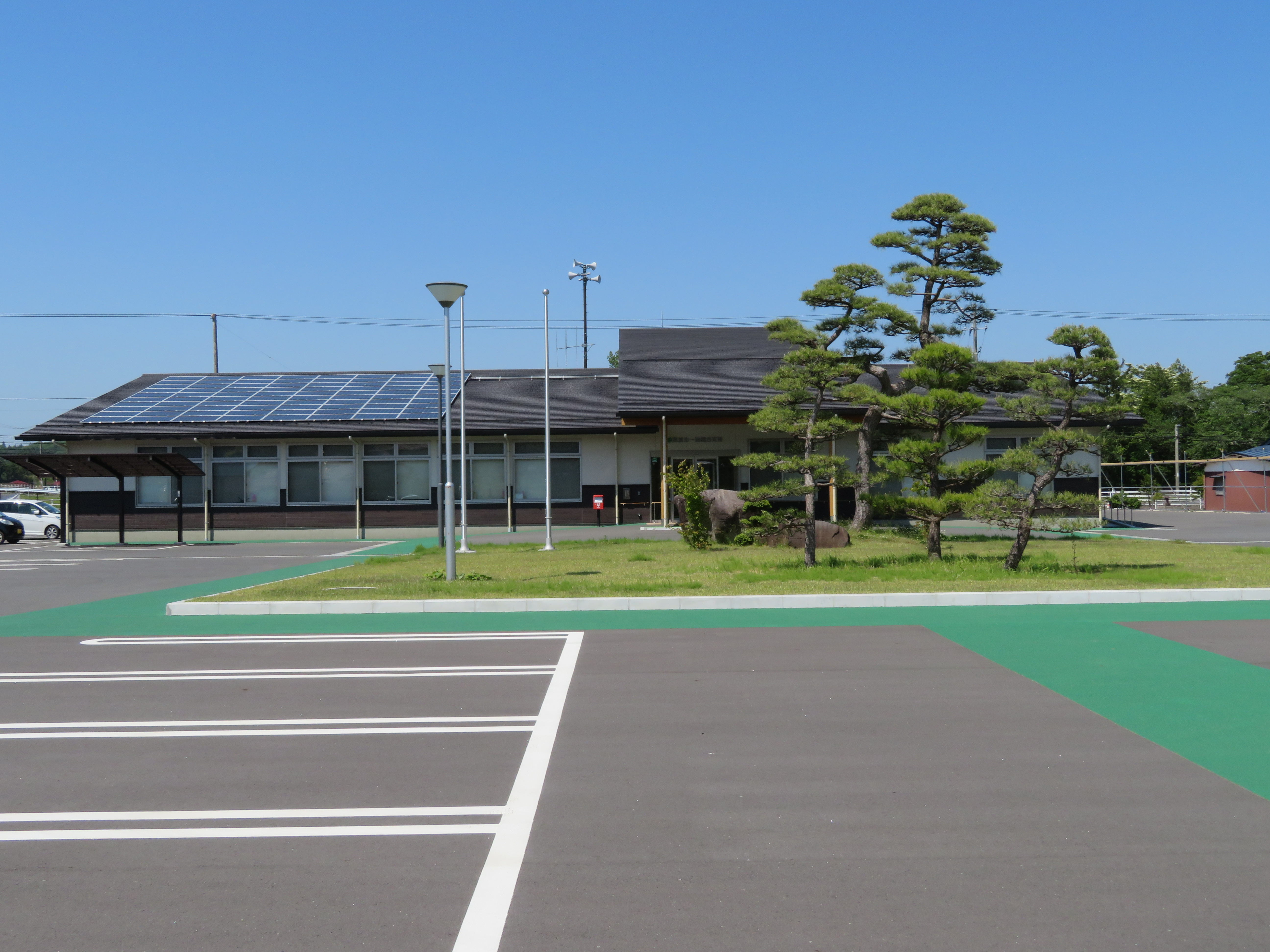
一迫総合支所
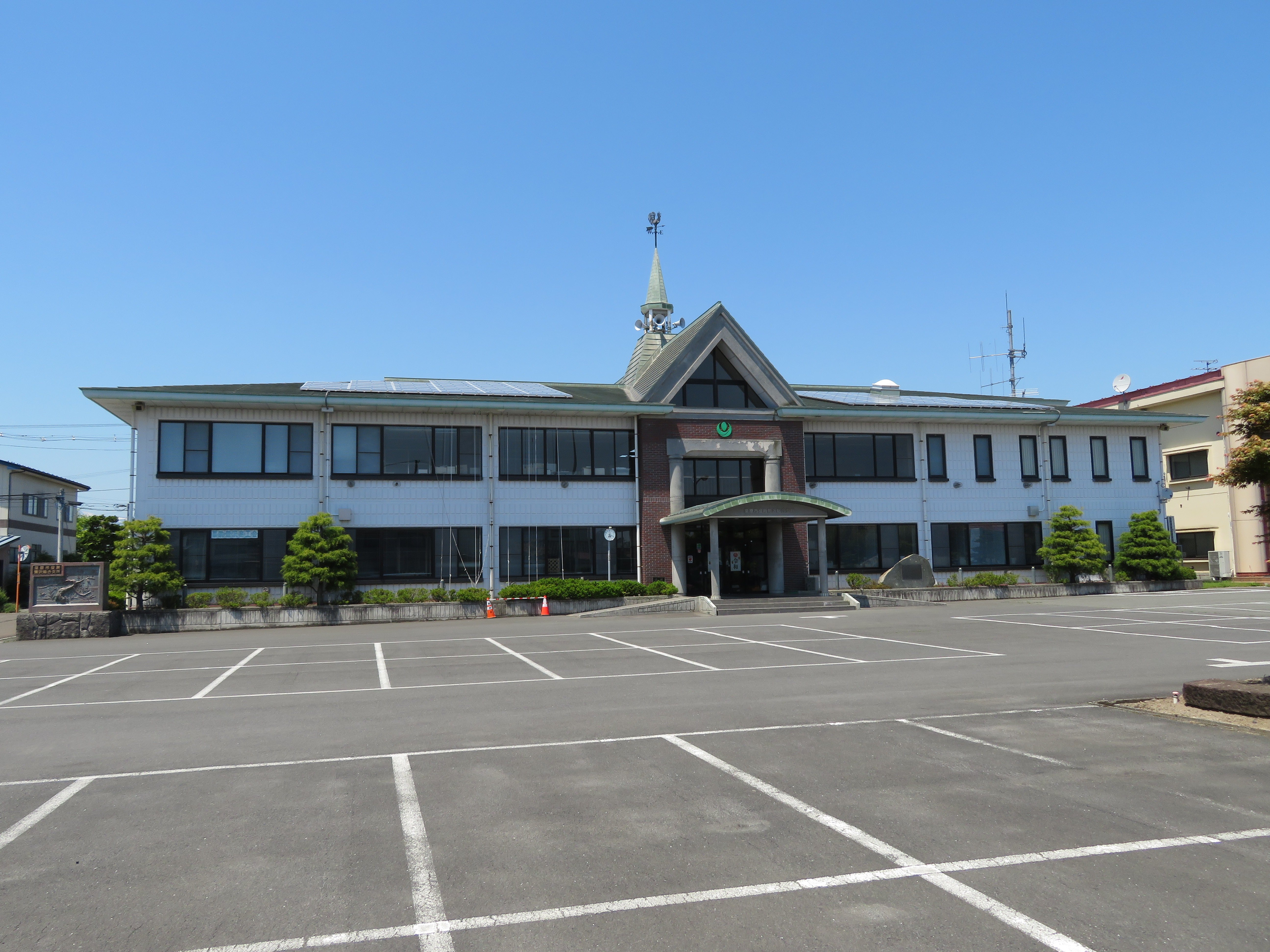
鴬沢総合支所（旧鶯沢町役場）
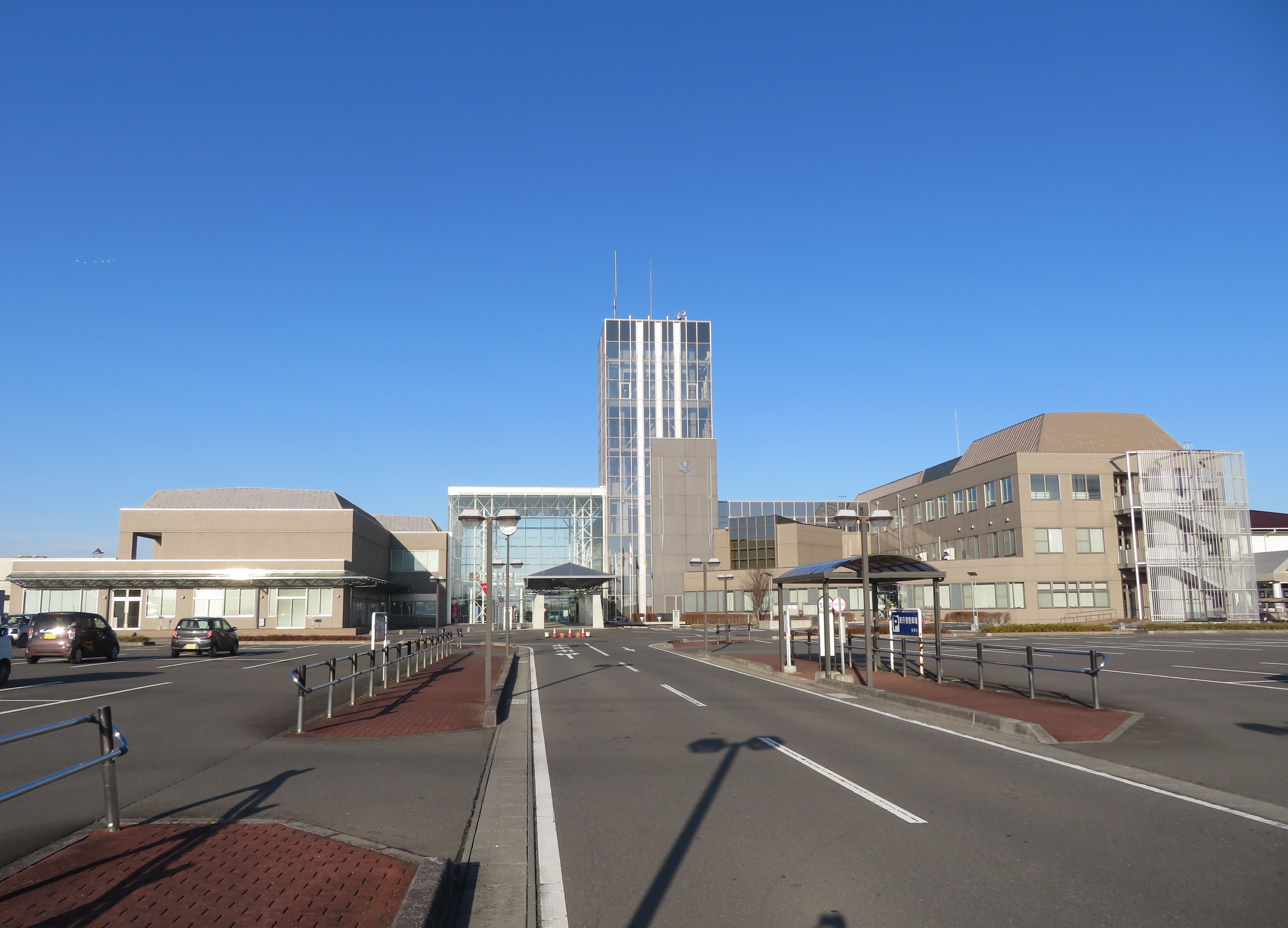
金成総合支所（旧金成町役場）
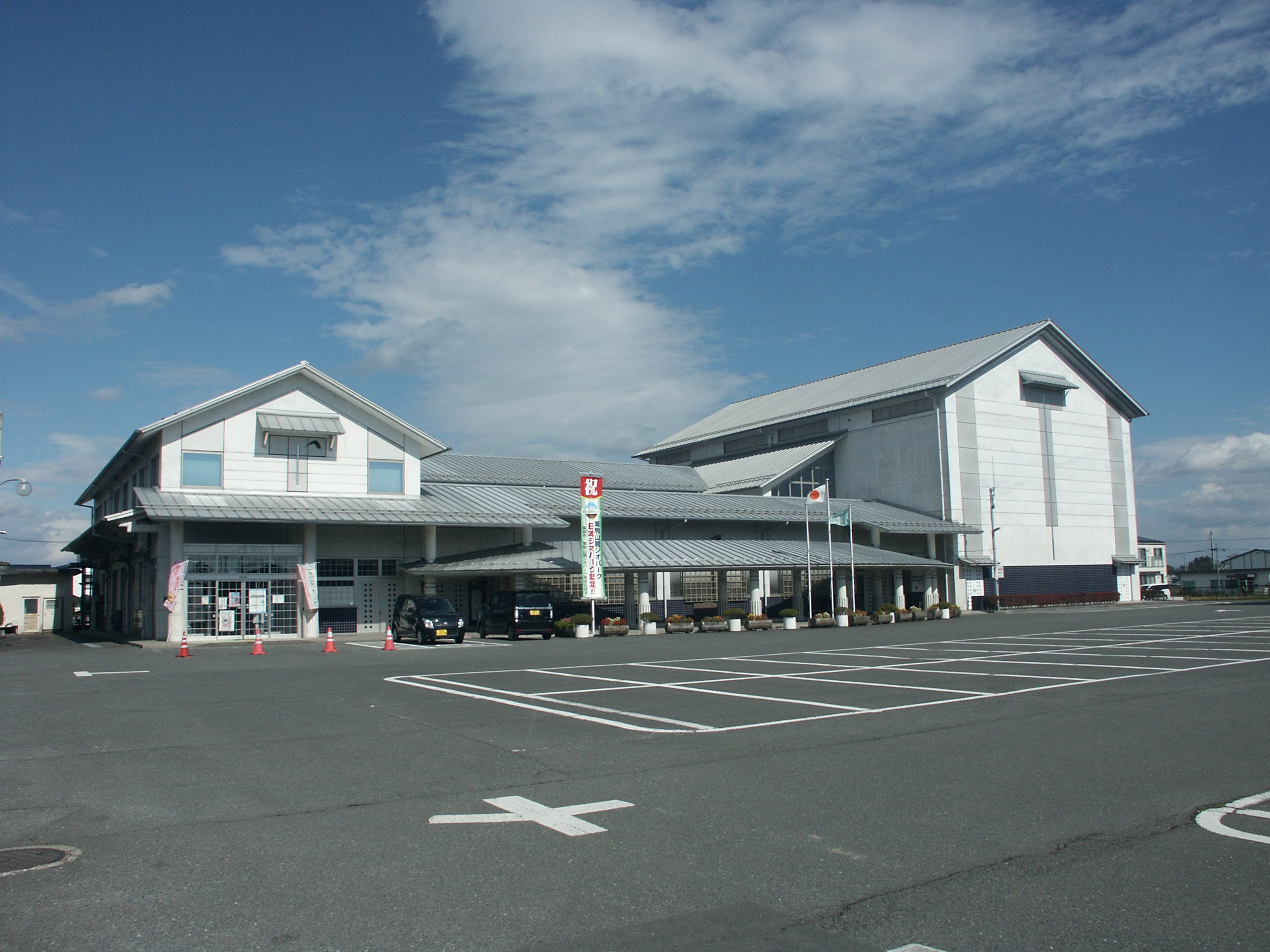
志波姫総合支所
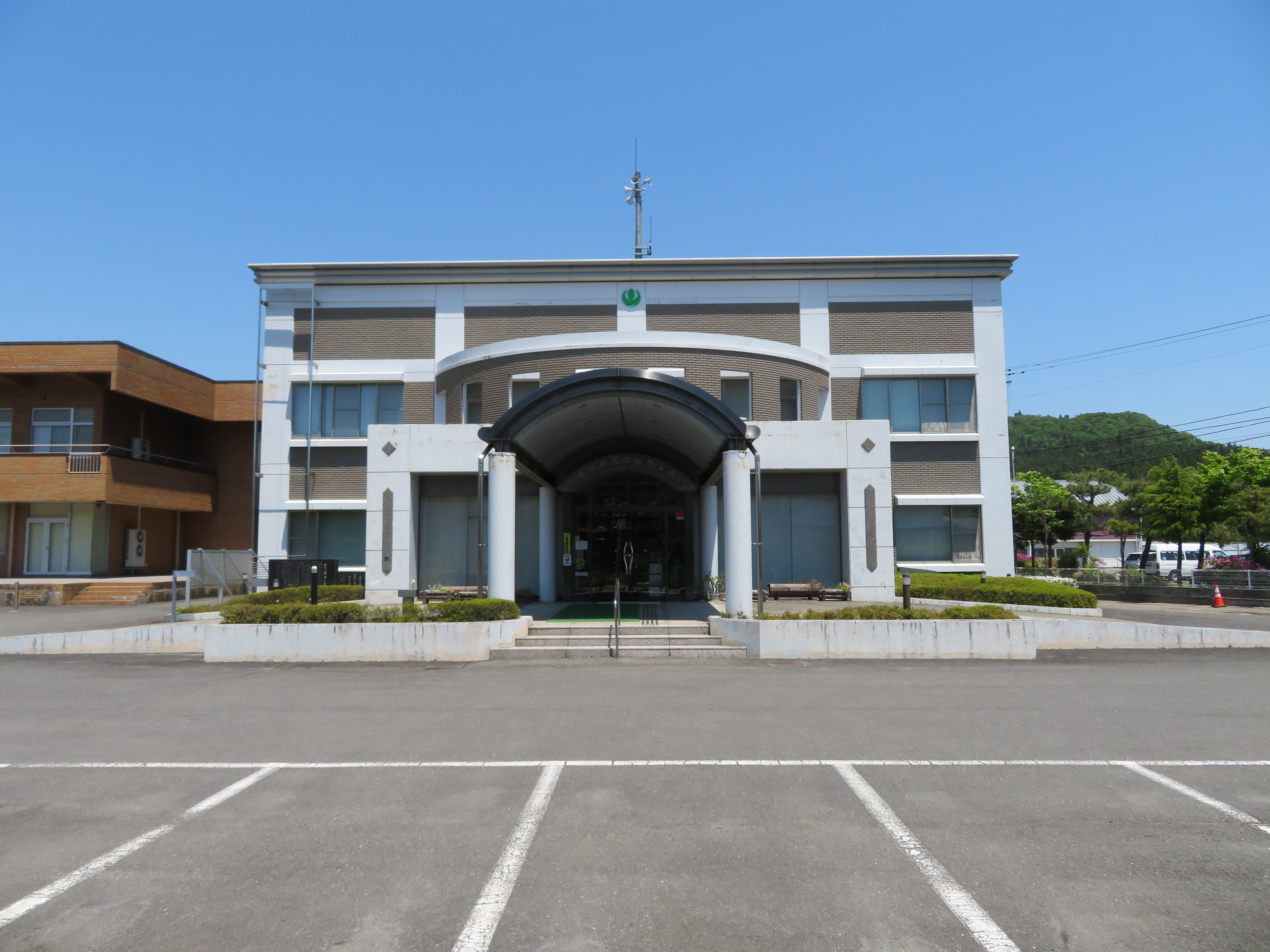
花山総合支所（旧花山村役場）
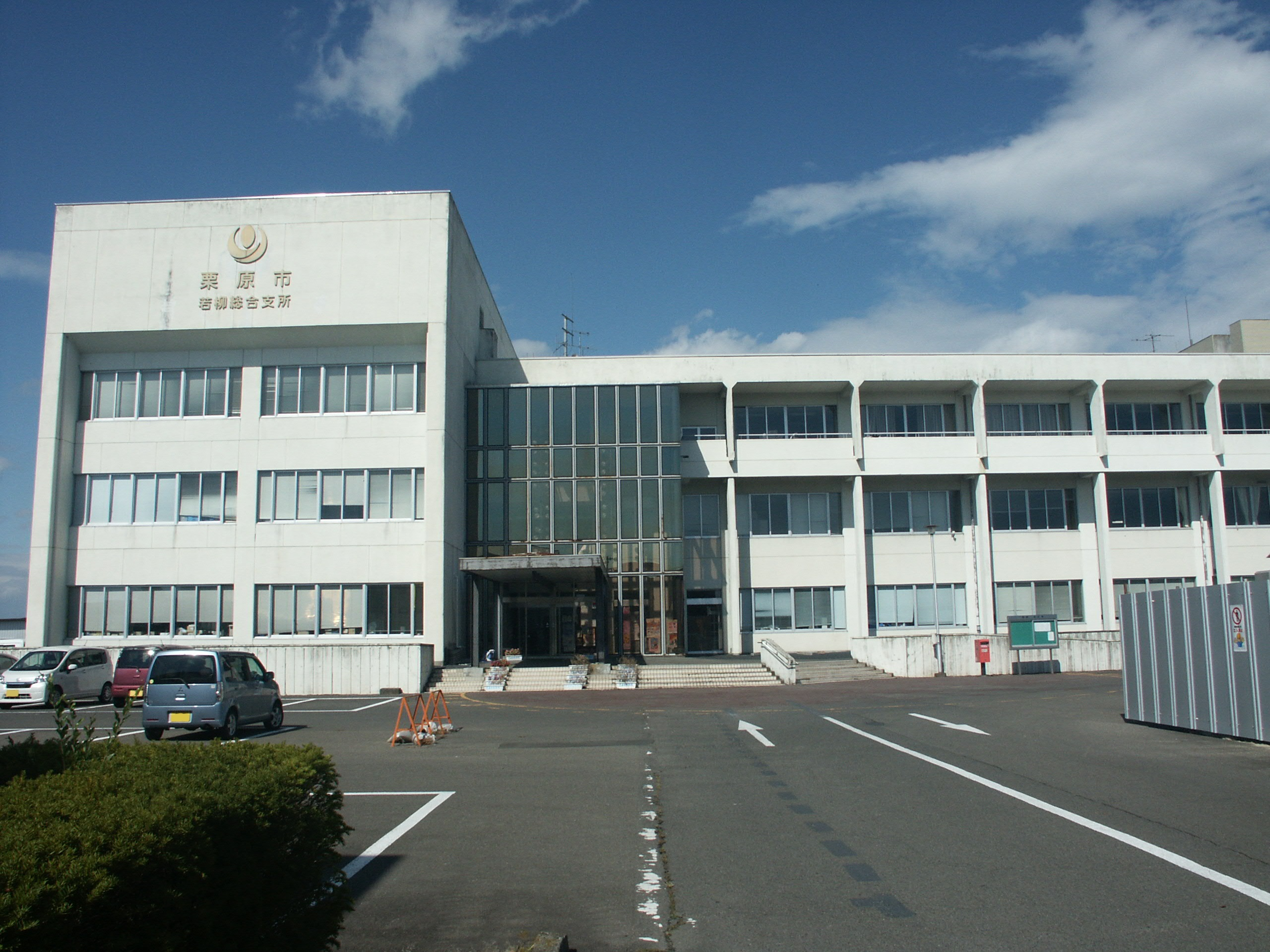
若柳総合支所（旧庁舎）（旧若柳町役場）

## 公的機関

### 警察
- 市内全域を宮城県警察栗原警察署が管轄。2025年（令和7年）3月21日までは築館警察署[注釈 2]と若柳警察署[注釈 3]に管轄が分かれていた。

交番
- 署所在地交番
- 若柳幹部交番
- 栗駒交番

駐在所
- 花山駐在所
- 一迫駐在所
- 富野駐在所
- 志波姫駐在所
- 瀬峰駐在所
- 高清水駐在所
- 玉沢駐在所

- 金成駐在所
- 有壁駐在所
- 尾松駐在所
- 沼倉駐在所
- 文字駐在所
- 鶯沢駐在所

連絡所
- 有賀連絡所
- 畑岡連絡所

### 司法

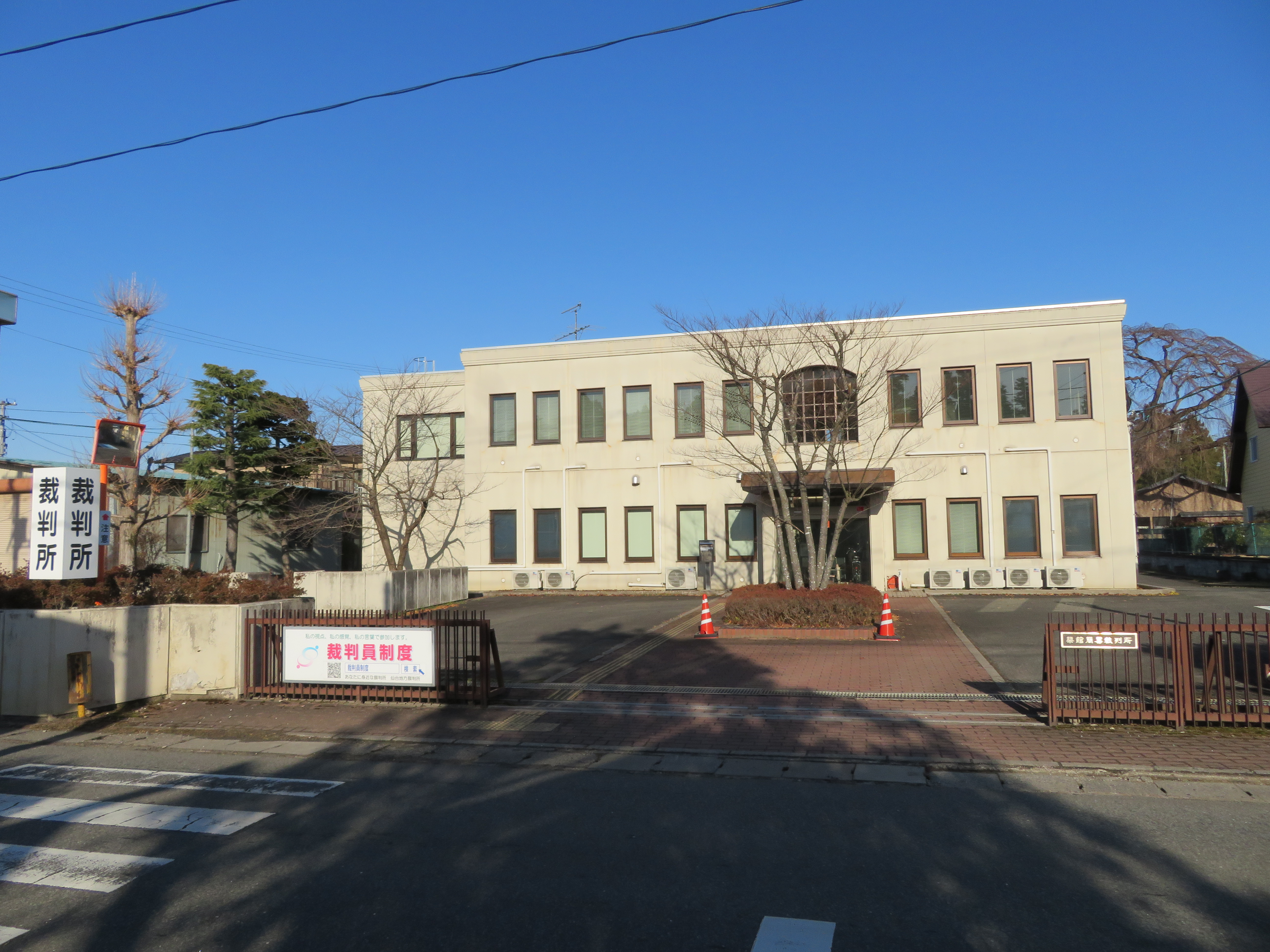
築館簡易裁判所

- 仙台地方裁判所古川支部[注釈 4]
- 仙台家庭裁判所古川支部[注釈 4]
- 築館簡易裁判所[注釈 5]

### 消防
栗原市消防本部（管轄：栗原市）
- 栗原消防署
  - 東分署、北分署
  - 南出張所、西出張所

### 医療
- 救急指定病院
  - 栗原市立栗原中央病院（災害拠点病院）
  - 栗原市立若柳病院
  - 栗原市立栗駒病院

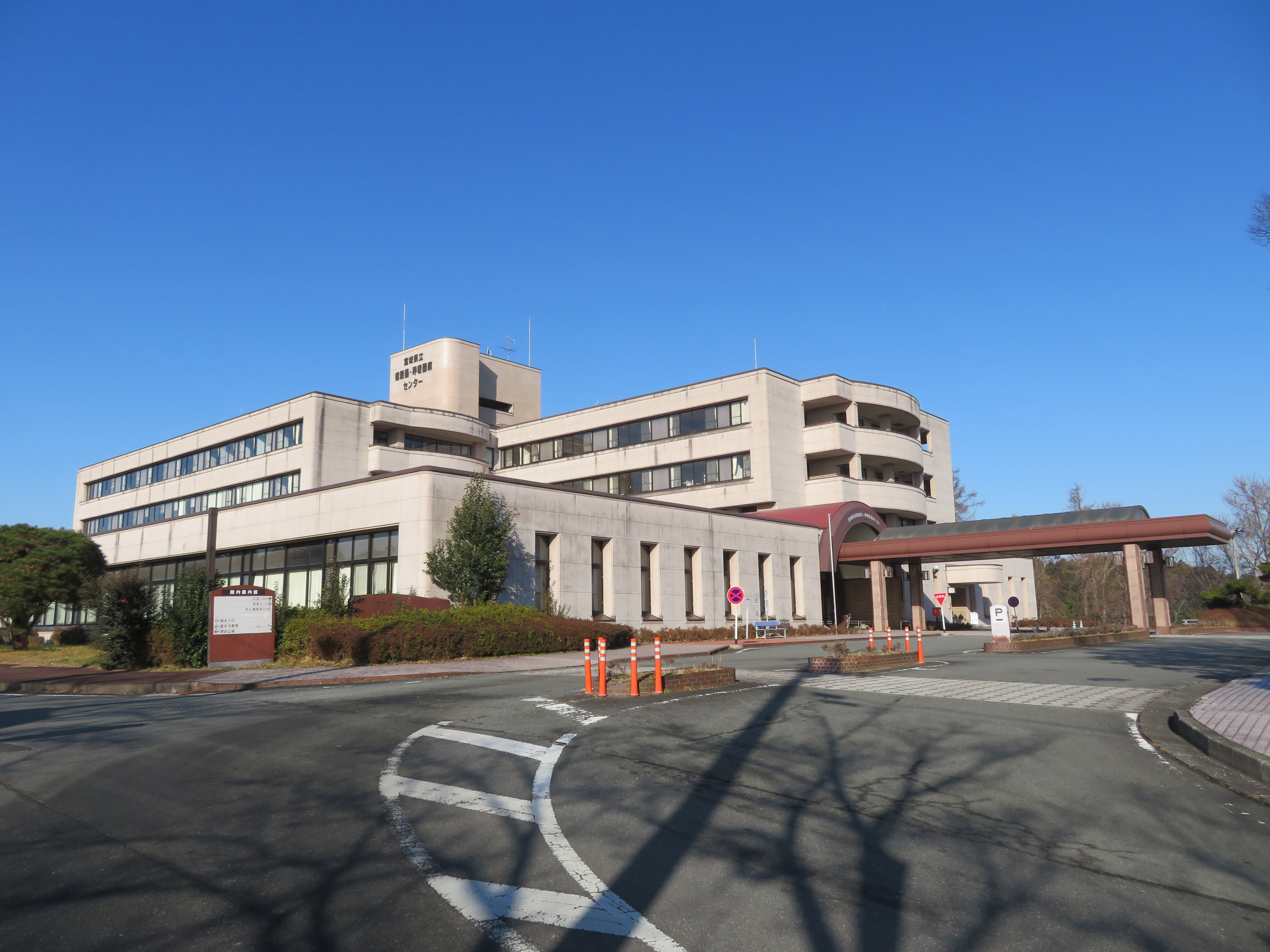
宮城県立循環器・呼吸器病センター

このほか、地方独立行政法人宮城県立病院機構が運営する宮城県立循環器・呼吸器病センターがかつて存在していたが、栗原中央病院に統合され閉鎖となった、

## 地域

### 人口
| |                                        |  |
| 栗原市と全国の年齢別人口分布（2005年） | 栗原市の年齢・男女別人口分布（2005年） |  |
| ■紫色 ― 栗原市 ■緑色 ― 日本全国 | ■青色 ― 男性 ■赤色 ― 女性              |  |
| 栗原市（に相当する地域）の人口の推移 \| 1970年（昭和45年） \| 104,888人 \| \| \| 1975年（昭和50年） \| 97,489人 \| \| \| 1980年（昭和55年） \| 95,801人 \| \| \| 1985年（昭和60年） \| 95,042人 \| \| \| 1990年（平成2年） \| 91,852人 \| \| \| 1995年（平成7年） \| 88,552人 \| \| \| 2000年（平成12年） \| 84,947人 \| \| \| 2005年（平成17年） \| 80,248人 \| \| \| 2010年（平成22年） \| 74,932人 \| \| \| 2015年（平成27年） \| 69,906人 \| \| \| 2020年（令和2年） \| 64,637人 \| \| |                                        |  |
| 総務省統計局 国勢調査より |                                        |  |
| 1970年（昭和45年） | 104,888人                              |  |
| 1975年（昭和50年） | 97,489人                               |  |
| 1980年（昭和55年） | 95,801人                               |  |
| 1985年（昭和60年） | 95,042人                               |  |
| 1990年（平成2年） | 91,852人                               |  |
| 1995年（平成7年） | 88,552人                               |  |
| 2000年（平成12年） | 84,947人                               |  |
| 2005年（平成17年） | 80,248人                               |  |
| 2010年（平成22年） | 74,932人                               |  |
| 2015年（平成27年） | 69,906人                               |  |
| 2020年（令和2年） | 64,637人                               |  |

#### 各地区の人口・世帯数
2022年（令和4年）3月時点の各地区の人口と世帯数。
増減率は5年前の2017年（平成29年）3月時点との比較。
| 地区名 | 人口     | 人口     | 人口     | 人口     | 世帯       | 世帯    |
| 地区名 | 男性     | 女性     | 計       | 増減     | 世帯数     | 増減    |
| ------ | -------- | -------- | -------- | -------- | ---------- | ------- |
| 築館   | 6,331人  | 6,516人  | 12,847人 | －6.58%  | 5,396世帯  | 2.70%   |
| 若柳   | 5,408人  | 5,921人  | 11,329人 | －7.42%  | 4,358世帯  | 0.29%   |
| 栗駒   | 4,824人  | 5,104人  | 9,928人  | －10.75% | 3,818世帯  | －2.65% |
| 高清水 | 1,645人  | 1,798人  | 3,443人  | －7.09%  | 1,338世帯  | 3.96%   |
| 一迫   | 3,252人  | 3,477人  | 6,729人  | －10.32% | 2,520世帯  | －1.94% |
| 瀬峰   | 2,002人  | 2,103人  | 4,105人  | －8.02%  | 1,545世帯  | －1.27% |
| 鶯沢   | 975人    | 1,110人  | 2,085人  | －14.75% | 814世帯    | －6.22% |
| 金成   | 3,030人  | 3,097人  | 6,127人  | －10.34% | 2,252世帯  | －1.61% |
| 志波姫 | 3,211人  | 3,383人  | 6,594人  | －4.50%  | 2,394世帯  | 3.81%   |
| 花山   | 440人    | 475人    | 915人    | －15.66% | 412世帯    | －5.72% |
| 合計   | 31,118人 | 32,984人 | 64,102人 | －8.50%  | 24,847世帯 | 0.01%   |

### 栗原市公共施設

#### 公民館
- 栗原市築館公民館
- 栗原市若柳公民館
- 栗原市有賀公民館
- 栗原市畑岡公民館
- 栗原市大岡公民館
- 栗原市栗駒公民館

- 栗原市一迫公民館
- 栗原市瀬峰公民館
- 栗原市鶯沢公民館
- 栗原市北郷公民館
- 栗原市細倉公民館
- 栗原市沢辺公民館

- 栗原市金成公民館
- 栗原市萩野公民館
- 栗原市津久毛公民館
- 栗原市志波姫公民館
- 栗原市花山公民館（石楠花センター）
- 栗原市高清水公民館

#### 文化センター
- 栗原文化会館（アポロプラザ）
  - 大ホール　客席：1,006席
- 若柳総合文化センター（ドリーム・パル）
  - 大ホール　客席：555席
- 栗原市一迫ふれあいホール
- 栗原市けやき会館
- 栗原市栗駒伝統文化の伝承館（みちのく伝創館）

#### 図書館
- 栗原市立図書館

#### 運動施設
※主な施設のみ掲載。
築館・一迫地区
- 築館総合運動公園：陸上競技場、野球場、B&G海洋センター体育館・プール
- 築館体育センター：体育館、テニスコート
- 一迫多目的広場
- 一迫野球場

若柳・金成地区
- 若柳総合体育館（アスパルわかやなぎ）
- 若柳野球場
- 金成多目的広場、金成野球場、金成テニスコート

瀬峰・高清水地区
- 瀬峰総合運動場：瀬峰トレーニングセンター、多目的グラウンド、テニスコート
- 高清水体育センター：野球場、武道館、テニスコート

栗駒・鶯沢地区
- 栗駒総合運動公園：体育館、陸上競技場（サンスポーツランド栗駒）、野球場、テニスコート、プール
- 鶯沢体育館

## 経済

### 第一次産業

#### 農業
古くから稲作が中心の農業が営まれているが、近年ではトマトやパプリカなどの作物も生産されている。

#### 鉱業
1000年以上の歴史を誇る細倉鉱山のほか、20世紀初頭には褐炭を産出する岩倉炭鉱が稼働するなど、地下資源が豊富で盛んに開発が進められてきたが、現在は全ての事業が終了しており、鉱業施設の跡を偲ぶ細倉マインパークなどが残るのみである。

### 第二次産業

#### 工業
ラムサール条約に登録された伊豆沼、内沼が築館地域を流れる荒川の下流に存在するため、市中心部の工業化は遅れている。一方で、迫川が流れる旧・金成町地区、旧・若柳町地区などに工場は集中している。

#### 縫製
1980年頃までは縫製工場が集中していたが、閉鎖などで現在はほとんど残っていない 。

### 第三次産業

#### 商業
大規模な市街地がある築館地区を通る国道4号沿いと若柳地区に複数の大型店やロードサイド店が集中している。また、その他の地区にも小売店が複数所在する。若柳地区にはかつて市区域で唯一の総合スーパーである「若柳ジャスコ」が2005年まで存在した。
主な商業施設
- イオン栗原志波姫ショッピングセンター（イオンスーパーセンター栗原志波姫店）
- イオンタウン金成
- ヨークベニマル築館店、若柳店
- ウジエスーパー築館店、若柳店、栗駒店

### 市内に本社を置く主要企業
- 宮城化成（強化プラスチック製造）
- 北光（金型製作・部品加工ほか）
- 東北テクノ機工（現像機・剝離機製造）
- イワサキ通信工業（精密機器製造）

### 市内に拠点事業所を置く主要企業
- サンドビック 瀬峰工場
- 太平洋工業 栗原工場・若柳工場
- 伊藤ハム米久プラント 東北工場
- ジオマテック 金成第一工場・第二工場

### 金融機関
- 仙北信用組合

### 協同組合
- 新みやぎ農業協同組合（JA新みやぎ）

### その他
- 栗原南部商工会
- 若柳金成商工会

## 教育

### 高等学校
- 宮城県一迫商業高等学校
- 宮城県岩ヶ崎高等学校
- 宮城県築館高等学校
- 宮城県迫桜高等学校

※以下は廃校
- 宮城県築館高等学校瀬峰校（2007年・築館高へ統合）
- 宮城県鶯沢工業高等学校（2011年・岩ケ崎高鶯沢校舎へ、2018年・閉校）

### 中学校
- 栗原市立金成小中学校（小中一貫校）
- 栗原市立栗駒中学校
- 栗原市立志波姫中学校
- 栗原市立栗原南中学校

- 栗原市立築館中学校
- 栗原市立若柳中学校
- 栗原市立栗原西中学校

※以下は廃校
- 栗原市立一迫中学校〈3代目〉（2012年・栗原西中を新設統合）
- 栗原市立花山中学校（同上）
- 栗原市立栗駒中学校〈3代目〉（2013年・統合により栗駒中〈4代目〉へ）
- 栗原市立鶯沢中学校〈2代目〉（同上）

- 栗原市立金成中学校（2014年・金成小中へ移行）
- 栗原市立築館中学校栗原中央病院分校（2018年・閉校）
- 栗原市立瀬峰中学校（2019年・栗原南中を新設統合）
- 栗原市立高清水中学校（同上）

### 小学校
- 栗原市立築館小学校
- 栗原市立宮野小学校
- 栗原市立若柳小学校
- 栗原市立栗駒小学校
- 栗原市立栗駒南小学校
- 栗原市立金成小中学校（小中一貫校）

- 栗原市立高清水小学校
- 栗原市立一迫小学校
- 栗原市立瀬峰小学校
- 栗原市立鶯沢小学校
- 栗原市立志波姫小学校
- 栗原市立花山小学校

※以下は廃校
- 栗原市立栗駒小学校耕英分校（2011年・岩ケ崎小へ統合）
- 栗原市立尾松小学校（2012年・栗駒南小を新設統合）
- 栗原市立宝来小学校（同上）
- 栗原市立鶯沢小学校〈旧〉（2012年・統合により鶯沢小〈新〉へ）
- 栗原市立文字小学校（同上）
- 栗原市立栗駒小学校〈旧〉（2013年・統合により栗駒小〈4代目〉へ）
- 栗原市立岩ケ崎小学校（同上）
- 栗原市立鳥矢崎小学校（同上）
- 栗原市立一迫小学校〈旧〉（2013年・統合により一迫小〈新〉へ）
- 栗原市立姫松小学校（同上）
- 栗原市立金田小学校（同上）
- 栗原市立長崎小学校（同上）
- 栗原市立若柳小学校〈旧〉（2013年・統合により若柳小〈新〉へ）

- 栗原市立有賀小学校（同上）
- 栗原市立大岡小学校（同上）
- 栗原市立大目小学校（同上）
- 栗原市立畑岡小学校〈2代目〉（同上）
- 栗原市立金成小学校（2014年・金成小中へ移行）
- 栗原市立沢辺小学校（同上）
- 栗原市立萩野小学校（同上）
- 栗原市立萩野第二小学校（同上）
- 栗原市立津久毛小学校（同上）
- 栗原市立富野小学校（2015年・築館小〈旧〉へ統合）
- 栗原市立築館小学校〈旧〉（2017年・統合により築館小〈新〉へ）
- 栗原市立玉沢小学校（同上）
- 栗原市立宮野小学校栗原中央病院分校（2018年・閉校）

### 特別支援学校
- 宮城県立金成支援学校

### 保育所・幼稚園
保育所
- 栗原市築館保育所
- 栗原市築館西保育所
- 栗原市築館北保育所
- 栗原市若柳川北保育所
- 栗原市若柳川南保育所

- 栗原市栗駒保育所
- 栗原市高清水保育所
- 栗原市一迫保育所
- 栗原市瀬峰保育所
- 栗原市鶯沢保育所

- 栗原市金成保育所
- 栗原市金成萩野保育所
- 栗原市志波姫保育所

幼稚園
市立
- 栗原市立築館幼稚園
- 栗原市立栗駒幼稚園
- 栗原市立高清水幼稚園

- 栗原市立一迫幼稚園
- 栗原市立瀬峰幼稚園
- 栗原市立鶯沢幼稚園

- 栗原市立金成幼稚園
- 栗原市立志波姫幼稚園
- 栗原市立花山幼稚園

私立
- 築館聖マリア幼稚園
- 若柳よしの幼稚園

### 学校教育以外の施設
職業能力開発大学校
- 東北職業能力開発大学校（職業能力開発促進法に基づく職業能力開発大学校）

自動車教習所
- 築館自動車学校

### 社会教育施設
- 栗原市高清水生涯学習館
- 栗原市金成生涯学習館
- 栗原市文字郷土文化保存伝習館
- 栗原市金成野外活動センター

## 郵便

### 郵便局
集配局
- 築館郵便局
- 若柳郵便局
- 金成郵便局

- 高清水郵便局
- 栗駒郵便局
- 鶯沢郵便局

- 一迫郵便局
- 志波姫郵便局
- 花山郵便局

無集配局
- 金田郵便局
- 瀬峰郵便局
- 有壁郵便局
- 沢辺郵便局
- 有賀郵便局

- 宮野郵便局
- 文字郵便局
- 沼倉郵便局
- 玉沢郵便局
- 陸前長崎郵便局

- 畑岡郵便局
- 尾松郵便局
- 秋法郵便局

### 簡易郵便局
- 田高田簡易郵便局
- 大里簡易郵便局
- 栗原簡易郵便局

- 十文字簡易郵便局
- 伊豆町簡易郵便局

- 姫松簡易郵便局
- 富野簡易郵便局

## 交通

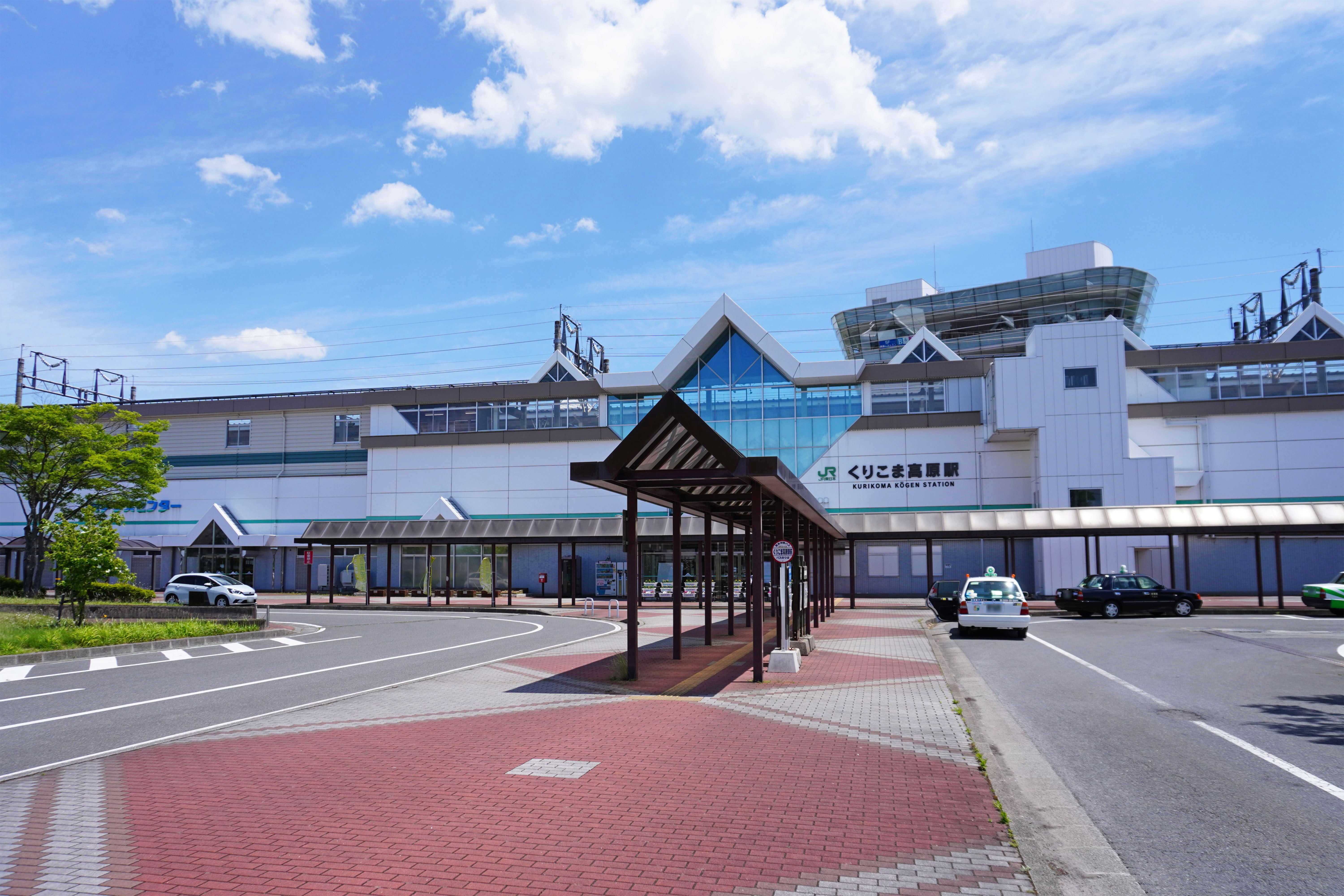
くりこま高原駅

市内には、東北新幹線、東北本線といった鉄道路線、東北自動車道、国道4号、398号、457号などの主要な道路が存在している。
築館町(=築館)バス停に待合室や高速バスきっぷ販売があり中心ターミナルの扱いとなっている。

### 鉄道
- 東日本旅客鉄道（JR東日本）
  - 東北新幹線：くりこま高原駅
  - 東北本線：瀬峰駅 -（登米市）-（一関市）- 有壁駅

- 中心となる駅：くりこま高原駅

かつては仙北鉄道築館線が瀬峰駅から築館駅（移転前の宮城交通築館営業所付近にあった）まで伸びていたが、アイオン台風によって路床に被害を受けて廃止され、バス路線に転換された。
また、くりはら田園鉄道も2007年（平成19年）3月31日をもって廃止となり、バスに転換された。そのため、市の中心部である旧築館町に駅はなく、JTB時刻表には、築館町バス停が中心駅として記載されている。

### バス
- 高速バス
  - 仙台金成線 栗原市金成庁舎前 - 栗原市役所前 - 仙台駅前（東日本急行）
  - 仙台一迫線 一迫総合支所前 - 栗原市役所前 - 仙台駅前 （- 三井アウトレットパーク仙台港）（東日本急行）
  - 仙台佐沼線 登米市役所前 - 若柳総合支所前 - 仙台駅前（ミヤコーバス・東日本急行）

詳細は、東日本急行及び当該路線の記事を参照のこと。
- 路線バス

### 道路

#### 高速自動車国道
- E4 東北自動車道
  - 市内のインターチェンジ
    - 築館インターチェンジ
    - 若柳金成インターチェンジ

  - 市内のパーキングエリア
    - 志波姫パーキングエリア
    - 金成パーキングエリア

#### 一般国道
- 国道4号：奥州街道の延長路の一つである松前道を継承する (cf. 17c)。
- 国道398号
- 国道457号

#### 県道
- 宮城県道1号古川佐沼線
- 宮城県道4号中田栗駒線
- 宮城県道17号栗駒岩出山線
- 宮城県道19号鹿島台高清水線
- 宮城県道29号河南築館線
- 宮城県道36号築館登米線
- 宮城県道42号築館栗駒公園線
- 岩手県道・宮城県道48号弥栄金成線
- 宮城県道・岩手県道49号栗駒平泉線
- 宮城県道59号古川一迫線
- 宮城県道167号真山高清水線
- 宮城県道175号田尻瀬峰線
- 宮城県道176号若柳築館線
- 宮城県道177号新田若柳線

- 宮城県道178号花山一迫線
- 宮城県道179号文字上尾松線
- 宮城県道180号文字下細倉線
- 宮城県道181号大鳥沢辺線
- 宮城県道182号栗駒金成線
- 宮城県道・岩手県道183号若柳花泉線
- 宮城県道・岩手県道185号有壁若柳線
- 岩手県道・宮城県道186号油島栗駒線
- 岩手県道・宮城県道187号大門有壁線
- 宮城県道237号瀬峰豊里線
- 宮城県道248号沼倉鳴子線
- 宮城県道249号岩入一迫線
- 宮城県道268号伊豆沼くりこま高原駅線

### 飛行場
- 瀬峰飛行場

## 名所・旧跡・観光スポット・祭事・催事

### 名所・旧跡・公園など
- 栗駒国定公園 （cf. 1968）
  - 栗駒山
  - 世界谷地原生花園

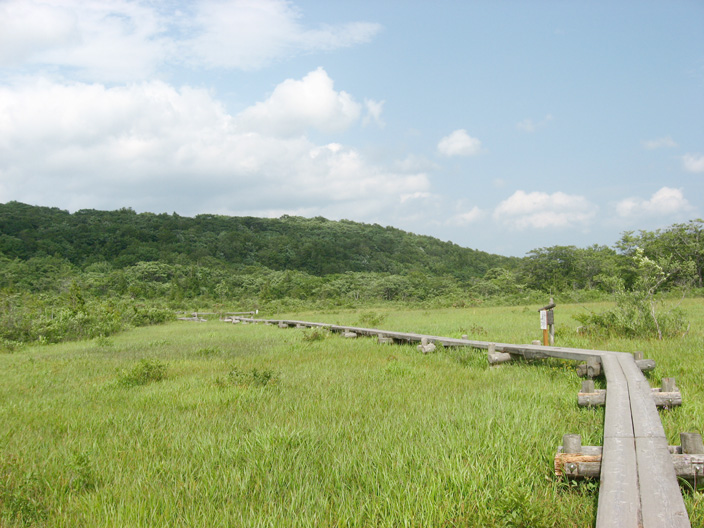
世界谷地原生花園

- 伊豆沼 （cf. 1967,1982,1985,1996,2005,2009）
- 内沼 （cf. 1967,1985,1996）
- 七清水
  - 桂葉清水（名水百選）
  - 清水権現清水
  - 清水権現下清水
  - 金剛院清水
  - 小山下清水
  - 本町裏清水
  - 新町裏清水
- 仙台藩花山村寒湯番所跡（国の史跡）
- 温湯温泉（花山）
- 湯浜温泉（花山）
- 愛宕山公園
- 瀬峰五輪堂山公園
- 高清水城
- 浅布渓谷（花山）
- 文字三山（大土ケ森・中ノ森・櫃ケ森）

- 新堤自然公園（高清水）
- 山王囲遺跡（国の史跡、一迫）
- 伊治城址（これはりじょうし。cf. 769,780,796,1991）
- 高清水城址（高清水要害）
- 白山神社（在・築館地区。cf. 724）
- 櫻田山神社（栗駒桜田）
- くりこま高原温泉郷（栗駒沼倉）
- 大林寺、安重根顕彰碑（在・大林寺）
- 姉歯の松（金成）
- 瑞昌寺（奥州善光寺）
- 薬師堂の姥杉（在・築館薬師台 双林寺。県指定天然記念物）
- 旧・松前道（旧・奥州街道の一部。現・国道4号）
- 国立花山青少年自然の家

### 祭事・催事
- 薬師祭（築館、11月3日）
- 小迫祭り(小迫の延年・国の重要無形民俗文化財)（金成、4月初め）
- つきだて七夕まつり（8月初め）
- 政岡祭り（一迫、4月29日）
- くりはら万葉祭（一迫、9月下旬頃）
- 山王史跡公園あやめ祭り（一迫、6月中旬〜7月上旬）
- せみね桜まつり（4月中旬〜4月下旬）[25]
- くりでんレールバイク乗車会（若柳、4月〜11月）
- くりこま山車まつり（岩ヶ崎、7月下旬）

### 博物館
- 栗原市金成歴史民俗資料館
- 風の沢ミュージアム（一迫）
- 白鳥省吾記念館（築館）

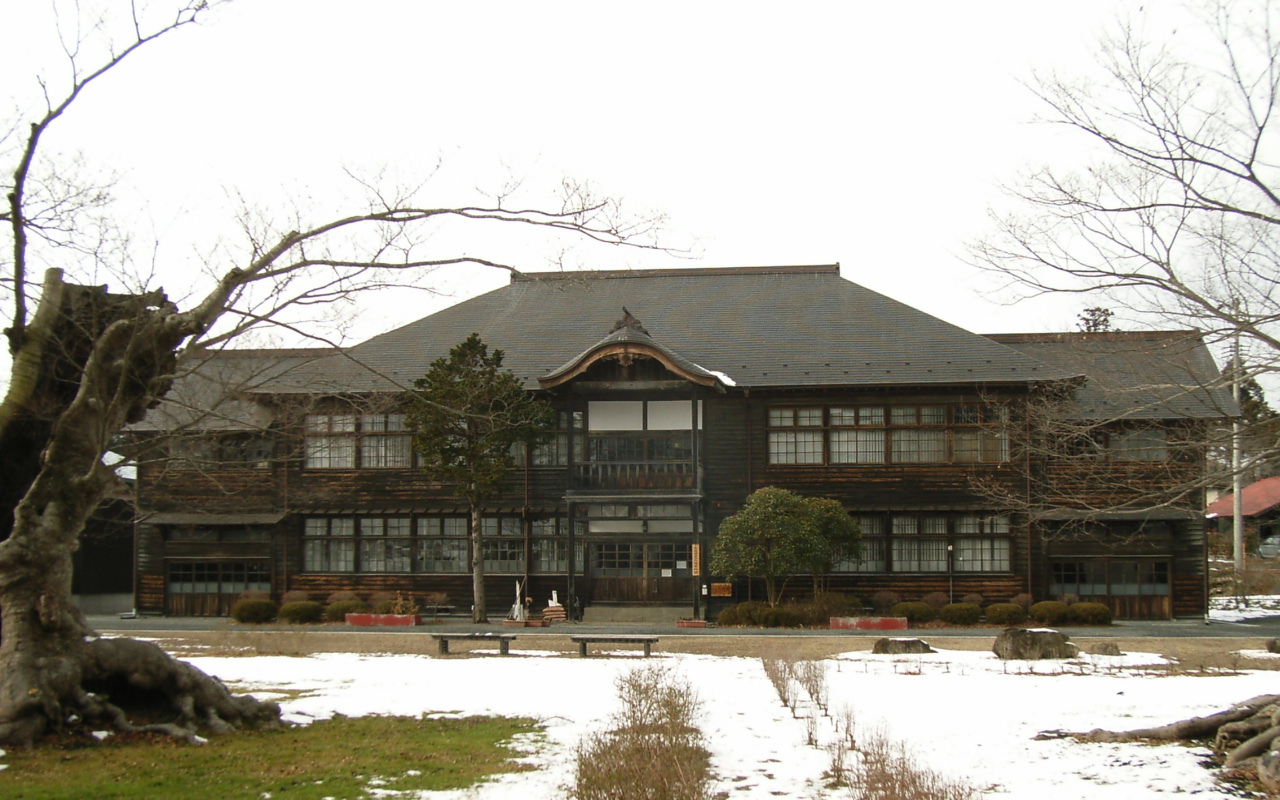
栗原市金成歴史民俗資料館

- サンクチュアリセンターつきだて館（昆虫館）
- みちのく風土館（岩ヶ崎）
- 細倉マインパーク
- 細倉鉱山資料館
- 一迫埋蔵文化財センター（山王ろまん館）
- こもれびの森 森林科学館（花山）
- 旧有壁宿本陣（国の史跡）
- 愛藍人・文字(藍染の里)（文字）

### ご当地マスコット
- ねじり ほんにょ[26]

### その他の関連事象
- 日本の音風景100選「伊豆沼・内沼のマガン」： cf.
- 名水百選桂葉清水
- 日本の棚田百選：西山地区。cf.

## 栗原市にゆかりのある著名人

### 出身著名人
奈良時代の生まれ
- 伊治呰麻呂 - 蝦夷の有力者（元・夷俘で陸奥国伊治郡の大領）で宝亀の乱（伊治呰麻呂の乱）の首謀者。8世紀の生まれ。伊治郡は後世の栗原郡とほぼ同定。

江戸時代の生まれ
- 中村景貞 - 仙台藩奉行(家老相当)。
- 千葉卓三郎 - 自由民権運動家、五日市憲法草案起草者。嘉永5年6月17日（1852年8月2日）、陸奥国栗原郡白幡村（現・宮城県栗原市志波姫地区内）生まれ[20]。

明治生まれ
- 鈴木文治 - 政治家（友愛会会長）、労働運動家。1885年9月4日、栗原郡金成村（のちの金成町域）生まれ。
- 真砂石三郎 - 元力士。1897年12月14日生まれ。
- 千葉あやの - 染色職人（正藍染伝承者。重要無形文化財保持者［人間国宝。cf. 1955］）。1889年11月14日生まれ。
- 白鳥省吾 - 詩人。1890年2月27日、栗原郡築館町生まれ。
- 長谷川峻 - 政治家（元法務大臣）。1912年4月1日、栗原郡若柳町生まれ。
- 津軽芳三郎 - 政治家（元宮城県副知事)。

昭和生まれ
- 菅原文太 - 俳優。栗原郡一迫町生まれ。
- みなみらんぼう - シンガーソングライター。1944年12月13日、栗原郡志波姫町生まれ。
- 栗原操寿 - 医学者
- 白鳥常男 - 医学者
- 高橋芳郎 - 北海道大学文学部教授、中国史学者。
- 能島和明 - 日本画家
- 星吉昭 - シンセサイザー奏者（姫神のメンバー）。1946年3月16日、栗原郡若柳町生まれ。
- 二階堂正宏 - 漫画家。1948年2月10日、栗原郡若柳町生まれ。
- 大空遊平 - 漫才師。1951年5月3日、栗原郡金成村（のちの金成町内）生まれ。
- 熊谷公平 - 河北新報社常務取締役
- 柴山育朗 - 伊藤ハム社長。1956年1月20日生まれ。
- 千葉健司 - 栗原市市長
- 高望山大造 - 元大相撲力士。1957年8月15日、栗原郡築館町生まれ。
- 高橋ジョージ - タレント、歌手（THE 虎舞竜のメンバー）、俳優。1958年8月13日、栗原郡栗駒町生まれ。
- 蘇武幸志 - 元バレーボール選手。1959年1月27日、栗原郡鶯沢町生まれ。
- かの香織 - 歌手。1963年11月1日、栗原郡高清水町生まれ。当地において造り酒屋も経営。
- 高橋俊行 - 俳優
- 千田美智子 - 女優
- 高橋渉 - 東京工業大学教授
- 櫻田淳 - 政治学者、評論家。1965年1月29日生まれ。
- 泉田純至 - プロレスラー。元大相撲力士。1965年10月28日、栗原郡一迫町生まれ。
- 宮藤官九郎 - 脚本家、放送作家、演出家。俳優。作詞家・作曲家。映画監督。ミュージシャン、ギタリスト。1970年7月19日、栗原郡若柳町生まれ。
- 高橋千恵美 - 陸上競技選手。1976年2月16日、栗原郡若柳町生まれ。
- 千田和江 - 地方競馬騎手。1981年7月10日、栗原郡金成町生まれ。
- 狩野英孝 - お笑いタレント。1982年2月22日、栗原郡栗駒町生まれ。
- DJ U-CAN - 音楽家。1982年、栗原市築館町生まれ。
- 赤坂光昭 - プロ野球選手。
- 佐藤弘祐 - プロ野球選手。1985年11月29日生まれ。
- 後藤慶悟 - ラグビー選手
- 三浦明博 - 小説家
- ハルカ - ミュージシャン（ジン）

平成生まれ
- 三橋亜記 - ホッケー日本代表。
- 小松洋平 - プロレスラー（新日本プロレス所属）。1988年6月25日、栗原郡若柳町生まれ。
- 小野寺祐太 - 中央競馬騎手。1990年3月12日、栗原郡栗駒町生まれ。
- 鹿野仁 - ダンサー、タレント。1992年7月6日、栗原郡若柳町生まれ。
- 時疾風秀喜 - 大相撲力士（時津風部屋所属）。1996年8月25日生まれ。最高位：2021年5月場所、西幕下4枚目。
- 大畑空宇 - 大相撲力士（時津風部屋所属）。1996年10月24日生まれ。最高位：2019年3月場所・2022年1月場所、西幕下31枚目。
- 千葉慎太朗 - ラッパー、YouTuber（ほーみーずちばしん名義）。1999年1月19日生まれ。

生年・時代未確認
- MOZ - 音楽グループパンダライオンのヴォーカル。